# Chana Senešová
Chana Senešová (hebrejsky חנה סנש‎, Chana Seneš, maďarsky Szenes Anikó či Szenes Hanna; 17. července 1921, Budapešť – 7. listopadu 1944, tamtéž) byla židovská básnířka, sionistka a účastnice protinacistického odboje. V Izraeli je považována za národní hrdinku.
Pocházela ze známé maďarské židovské rodiny z Budapešti. Pro své sionistické nadšení a také kvůli stále sílícímu antisemitismu odešla v září 1939 ve svých osmnácti letech do britské mandátní Palestiny. Po studiu v dívčí zemědělské škole v Nahalalu se usadila v kibucu Sdot Jam. Druhá světová válka, zprávy o osudu evropského židovstva, ale hlavně strach o matku, která zůstala v Budapešti, ji přiměly k rozhodnutí vrátit se zpět do Maďarska a pomoci tamním Židům. Vstoupila do řad židovské vojenské organizace Hagana, konkrétně do jejích jednotek Palmach, a přihlásila se jako dobrovolnice do tajné výsadkářské mise v Evropě. Podstoupila výcvik vedený britskou armádou a zpravodajskou službou Special Operations Executive a získala hodnost v britském královském letectvu. Mise, které se zúčastnilo 37 židovských dobrovolníků, měla za cíl jednak pomoci Britům v jejich válečném úsilí, ale rovněž tak pomoci místnímu židovskému odboji, židovským komunitám a sionistickým hnutím.
V březnu 1944 seskočila nad Jugoslávií a po necelých třech měsících strávených s Titovými partyzány tajně 9. června překročila maďarské hranice za doprovodu tří protinacistických odbojářů. Po několika dnech však byla zatčena, mučena a převezena do věznice v Budapešti, kde byla opětovně krutě mučena, aby prozradila kódy k rádiovému vysílači, ale nepromluvila ani pod hrozbou zabití její matky. V říjnu 1944 byla souzena pro vlastizradu a poté, co odmítla požádat o milost, byla 7. listopadu 1944, navzdory absenci rozsudku, ve věku dvaceti tří let popravena zastřelením. V roce 1950 byly její ostatky převezeny do Izraele, kde byly s nejvyššími státními poctami pohřbeny na národním hřbitově na Herzlově hoře v Jeruzalémě.
V poválečném období byly publikovány její básně a deník, který si vedla téměř deset let. Dvě z jejích básní byly zhudebněny a staly se součástí izraelského národního folklóru. V Izraeli se z Chany Senešové stala národní hrdinka a symbol celé výsadkářské operace. Postupně kolem ní vznikl až určitý mýtus a kult osobnosti. Na její počest byla pojmenována řada míst po celém Izraeli i ve světě. Její jméno je připomínáno při vzpomínkových shromážděních a ceremoniích a její životní příběh byl ztvárněn v literatuře, divadelních hrách a filmových dokumentech a pronikl i do školních osnov.

## Dětství a život v Maďarsku

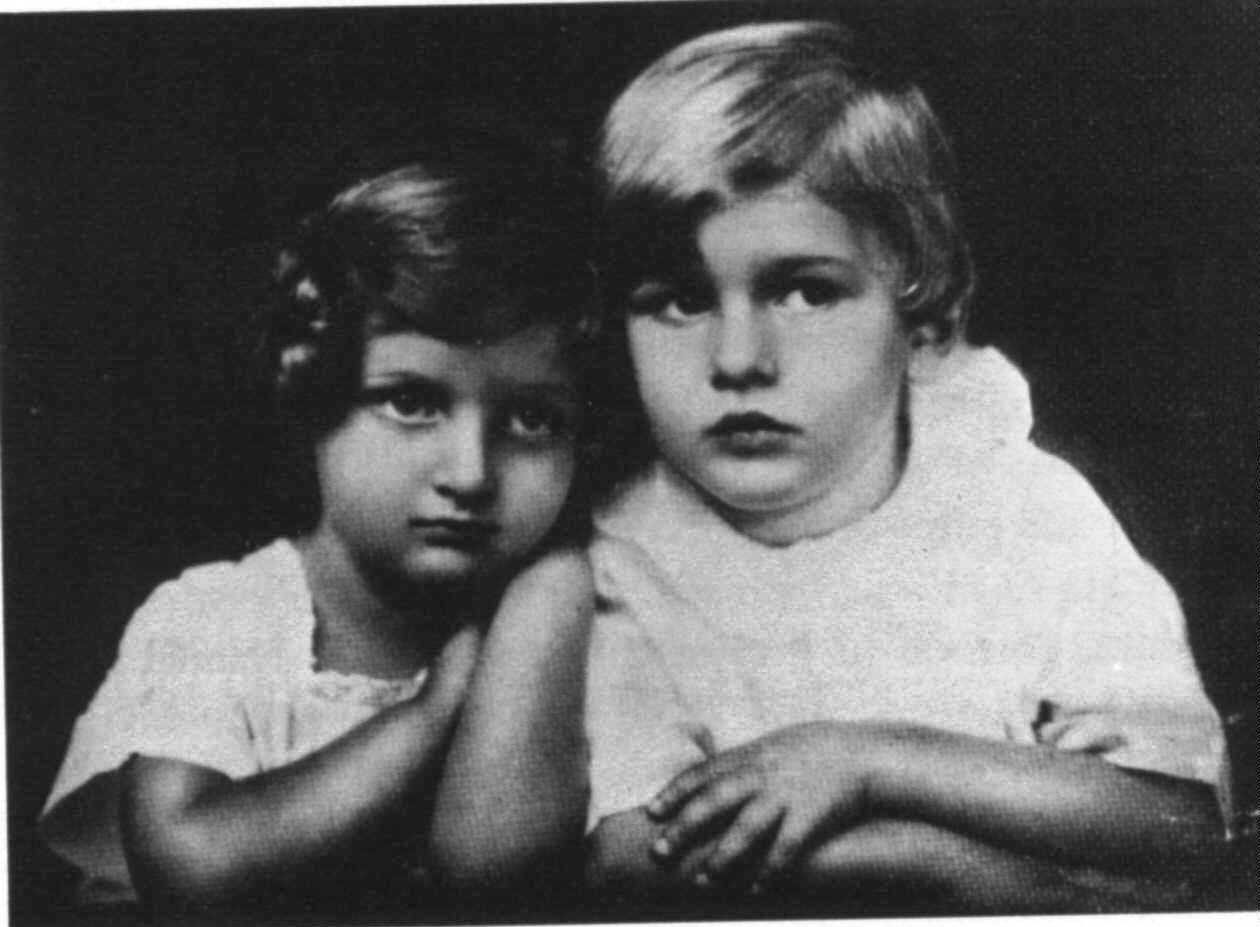
Tříletá Chana Senešová (vlevo) s bratrem Giorou, rok 1924

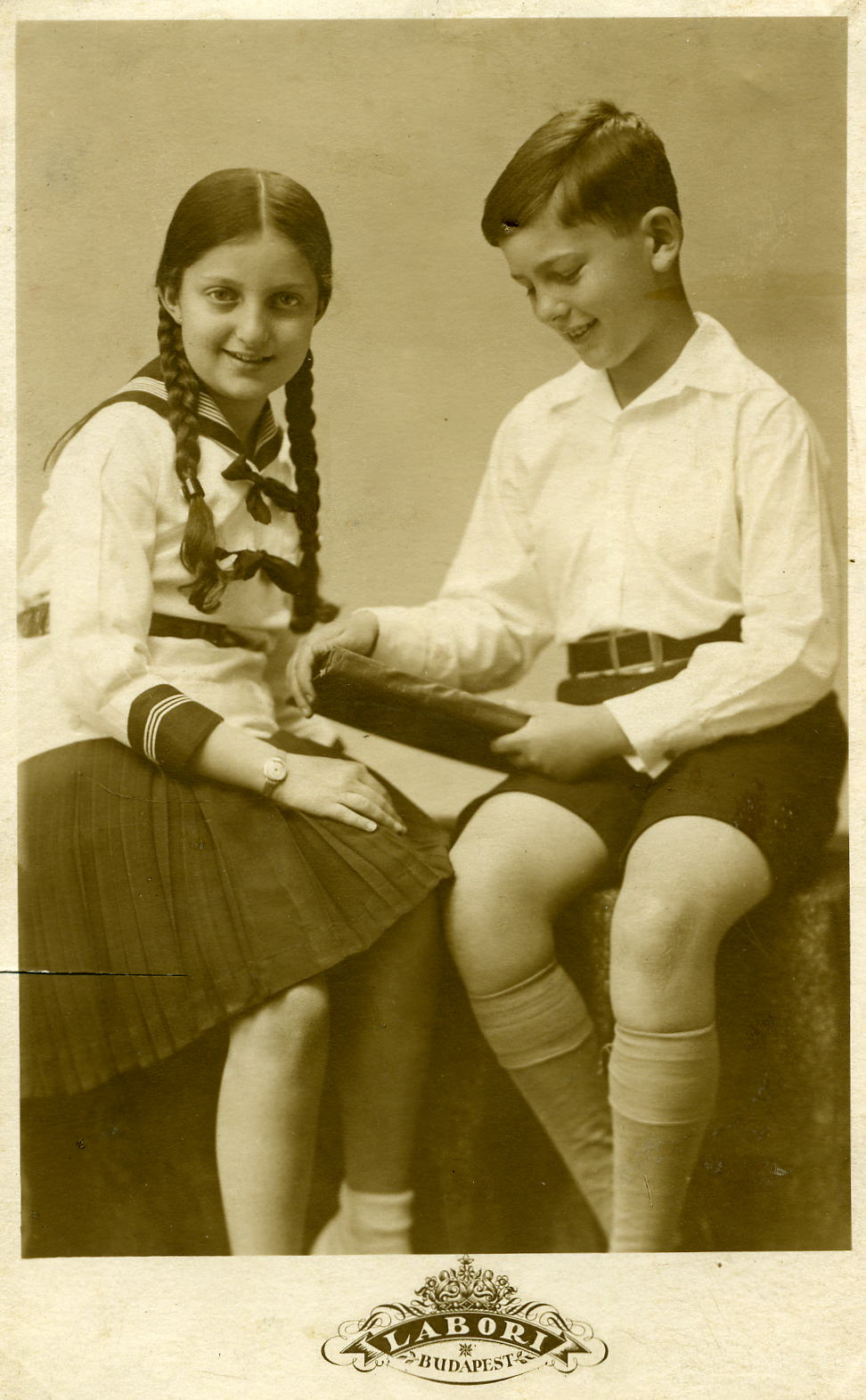
Chana Senešová s bratrem Giorou, cca rok 1933

Narodila se v Budapešti do zámožné asimilované židovské rodiny. Jejím otcem byl známý maďarský novinář, spisovatel a dramatik Béla Szenes (původně Schlesinger). Matka Katarina, či též Katalin, rozená Zaltsbergerová pocházela ze vzdělané maďarské rodiny a za Bélu se provdala po dokončení jeho univerzitních studií ve Vídni v roce 1919. Manželé společně žili ve velkém bytě v budapešťské čtvrti Rózsadomb, kde vychovávali své dvě děti, jimiž byli Chana a její o rok starší bratr Giora (též György). K otci, který ji zdrobněle říkal Anikó, měla velmi blízký vztah a velmi k němu vzhlížela. Byla proto zdrcena, když v květnu 1927 zemřel ve třiatřiceti letech na srdeční infarkt. Na jeho smrt zareagovala tím, že začala v šesti letech psát poezii. Svoji první báseň nadiktovala babičce krátce po otcově pohřbu.
V roce 1931 dokončila s vyznamenáním základní školu a začala studovat na prestižní protestantské dívčí střední škole Baár-Madas, která přijímala i katolické a židovské žačky. Pro děti z jiných než protestantských rodin platilo odlišné školné, které bylo v případě katolíků dvojnásobné a u Židů trojnásobné. Učitelé však v Chaně rozpoznali mimořádný talent, za který jí udělili několik literárních ocenění. Díky zmíněnému talentu a výbornému prospěchu byla její rodině část školného odpuštěna. Ve třinácti letech se společně s rodinou přestěhovala do velké vily v nedaleké ulici Bimbo č. 28. Stále sílící protižidovské nálady a zvěsti o osudu Židů v nacistickém Německu ji skličovaly, tím spíše, že si o svých pocitech neměla s kým promluvit. Dospělí by se s ní o takových tématech nebavili a její vrstevnice řešily témata úměrná jejich věku. Na podzim roku 1934 se proto rozhodla, že si pořídí deník, kam bude moci vše zaznamenat. Vedla si jej až do počátku roku 1944, kdy odjela na svou misi do Evropy. V roce 1936 napsala svoji první divadelní hru, historickou jednoaktovku a parodii Bella gerunt alii, tu felix Austria nube pro školní představení, ve kterém účinkovala jako režisérka i jako herečka.
Její největší láskou bylo psaní, vstoupila proto do školního literárního spolku, jehož hrdou členkou byla několik let. Na začátku školního roku, v září 1937, se jí splnil sen, když ji spolužačky zvolily do vedení tohoto společenství. To však vyvolalo protest starších studentek, které začaly vykřikovat, že židovská studentka nesmí zastávat takovouto pozici, a požadovaly nové volby. V těch již byla zvolena křesťanka. Tento projev antisemitismu v ní zanechal silný pocit zatrpklosti a nespravedlnosti. Do svého deníku si poznamenala: „Kdybych nebyla zvolena, tak neřeknu jediného slova. Ale takto jsem byla veřejně ponížena. Nechci už být členkou a ani nechci mít nic do činění s literárním spolkem. Už mi na něm nezáleží.“

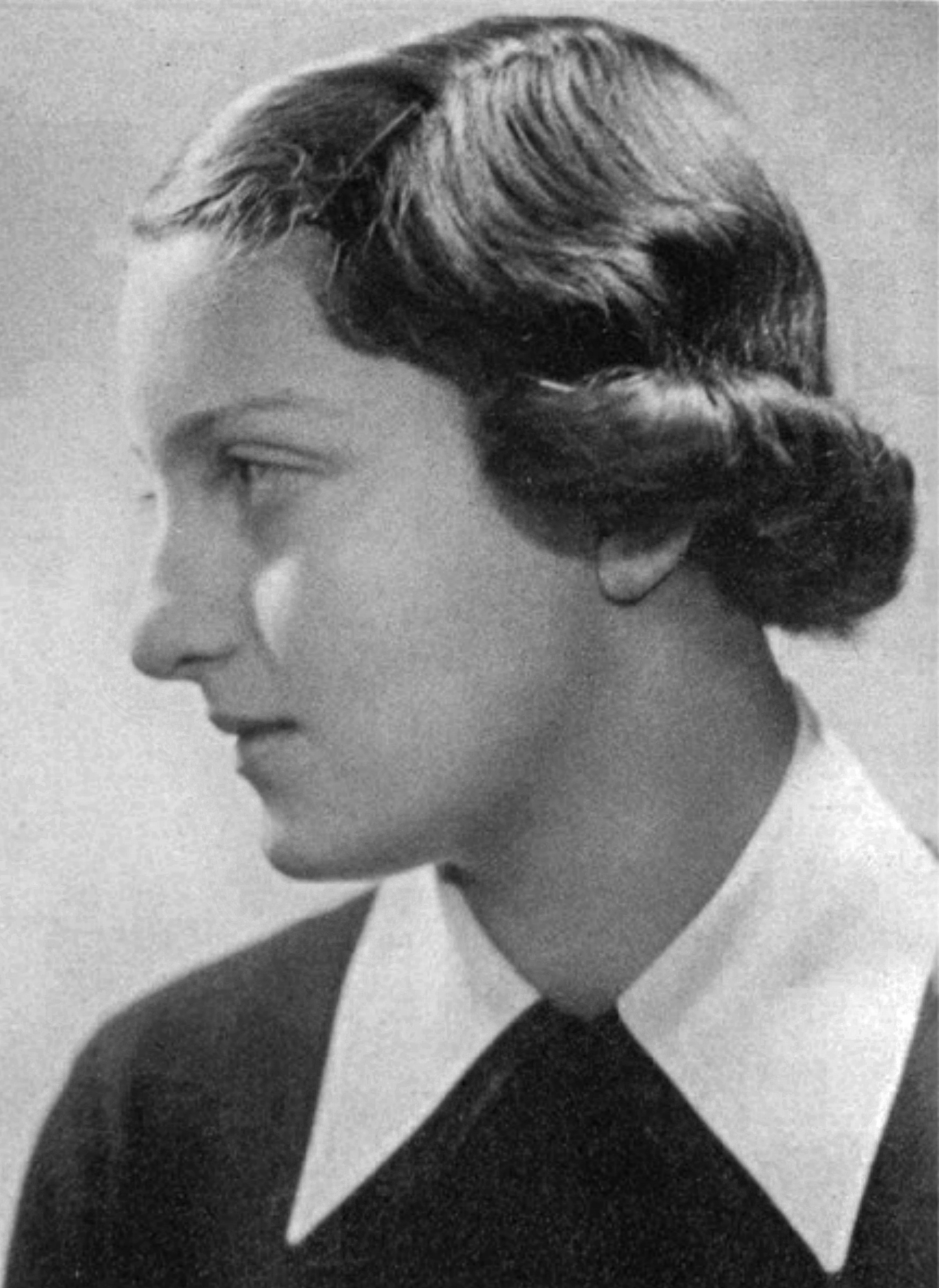
Šestnáctiletá Chana Senešová ve školní uniformě, rok 1937

Zhoršující se situace Židů v Evropě vedla oba sourozence k myšlence na odchod z Maďarska. Chana zvažovala emigraci do Švýcarska či Spojeného království, zatímco její bratr chtěl studovat ve Vídni. Vše ale změnil březen 1938, kdy došlo k anšlusu Rakouska. Mezi maďarskými Židy se šířily obavy a nervozita a v květnu téhož roku byly v Maďarsku přijaty první protižidovské zákony. Ze strachu, aby nebyl povolán do armády, odjel Giora Seneš koncem jara do francouzského Lyonu, aby na tamní univerzitě studoval textilní výrobu. Vývoj událostí v Maďarsku a neustálé antisemitské poznámky Chanu rozčilovaly a zraňovaly. O svých pocitech se však s nikým nechtěla bavit a raději byla sama – dokonce i o Jom kipuru, jednom z nejvýznamnějších židovských svátků, raději zůstala doma a odmítla jít do synagogy. Místo toho si četla o židovských dějinách. Byla fascinována vším, co se dozvěděla, zdaleka nejvíc ji však nadchly spisy budapešťského rodáka Theodora Herzla o návratu Židů do jejich domoviny, země izraelské. Myšlenka sionismu znamenala v jejím životě rozhodující změnu a ze dne na den se z ní stal nový člověk. Všechny její texty byly od té doby ovlivněny touto novou vášní. Tehdy sedmnáctiletá Chana Senešová si do svého deníku o necelý měsíc později poznamenala:
| „                          | Nevím, jestli jsem již zmínila, že se ze mne stala sionistka. (…) Znamená to pro mne, že teď vědomě a silně cítím, že jsem Židovka a jsem na to hrdá. Mým hlavním cílem je odejít do Palestiny a pracovat tam. (…) Chystám se začít s hebrejštinou a budu navštěvovat jednu z mládežnických skupin. Stal se ze mne jiný člověk a je to skvělý pocit. Člověk potřebuje v něco věřit, potřebuje cítit, že má jeho život smysl a že je na tomto světě potřebný. Pro mne toto vše ztělesňuje sionismus. (…) Jsem přesvědčena, že sionismus je židovským řešením našich problémů a že vynikající práce prováděná v Palestině nepřijde vniveč. | “ |
| — 27. října 1938, Budapešť | |   |

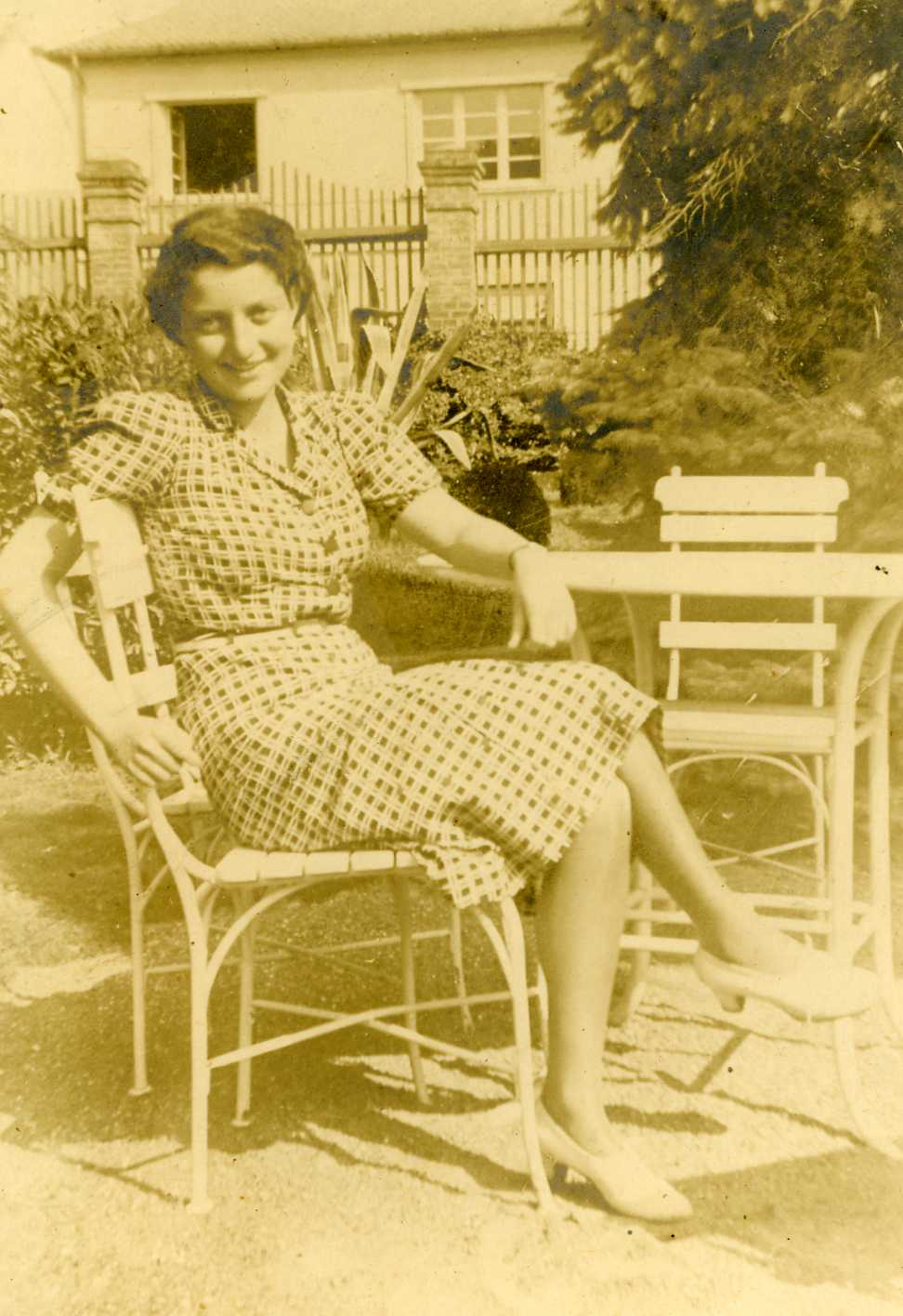
Chana Senešová na dvorku rodinného domu v Budapešti, rok 1939

Ještě téhož měsíce vstoupila do mládežnické sionistické organizace Makabea. Začala se učit hebrejštinu, účastnila se aktivit židovských organizací a rozhodla se, že po maturitě emigruje. V jejím nadšení ji podporoval i jeden z jejích učitelů a vrchní budapešťský rabín Imre Benoschofsky. V únoru 1939 si do deníku poznamenala:
| „                         | Židovstvo žije v nepřirozených podmínkách, ve kterých není schopno realizovat své ušlechtilé vlastnosti a využívat svého přirozeného nadání a schopností. (…) Není pravda, že jsme se v diaspoře stali učiteli a vůdci národů. Naopak. Stali se z nás napodobitelé, sluhové, obětní beránek hříchů a chyb těch, mezi nimiž žijeme. Ztratili jsme naši individualitu a vzdali se nejzákladnějších podmínek života. | “ |
| — 6. února 1939, Budapešť | |   |

O měsíc později podala přihlášku ke studiu na dívčí zemědělské škole v Palestině, kterou již sepsala hebrejsky. Když v dubnu s matkou navštívila bratra v Lyonu, s nadšením zjistila, že se z něj stal taky sionista a že oba sdílí sen odejít do Palestiny. V červnu odmaturovala s vyznamenáním (summa cum laude). Čtyři dny po osmnáctých narozeninách jí přišlo vyrozumění, že byla přijata na zemědělskou školu. Když se jí matka dotázala, proč místo zemědělské školy raději nejde studovat na Hebrejskou univerzitu v Jeruzalémě, odvětila, že v Palestině je „příliš mnoho intelektuálů, přičemž země izraelská potřebuje dělníky a farmáře“.
Následující dva měsíce se připravovala na cestu a nový život a snažila se najít způsob, jak se do Palestiny dostat. V tom 1. září vypukla druhá světová válka, která učinila cestu ještě nebezpečnější. Nakonec však svůj plán uskutečnila. Po dlouhém loučení opustila 13. září, v předvečer svátku Roš ha-šana, rodnou Budapešť, odkud odjela vlakem ze stanice Keleti pályaudvar do rumunské Konstance. Ještě než opustila Evropu na palubě rumunské lodi Basarabia, poslala dopis matce, ve kterém napsala: „Ten okamžik, kdy se dal vlak do pohybu a já se nemohla ovládnout, pro mne byl neskonale těžký. Bez ohledu na to, jak jsem byla kvůli cestě radostí bez sebe, jsem zapomněla na všechny své sny, plány a naděje a v tu chvíli jsem cítila jen bolest z loučení se s tebou na velmi dlouhou dobu.“

## Život v mandátní Palestině

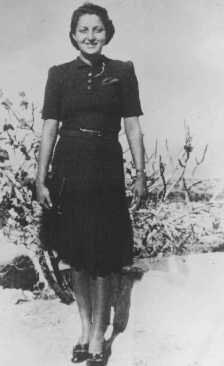
V den příjezdu do Haify, 19. září 1939

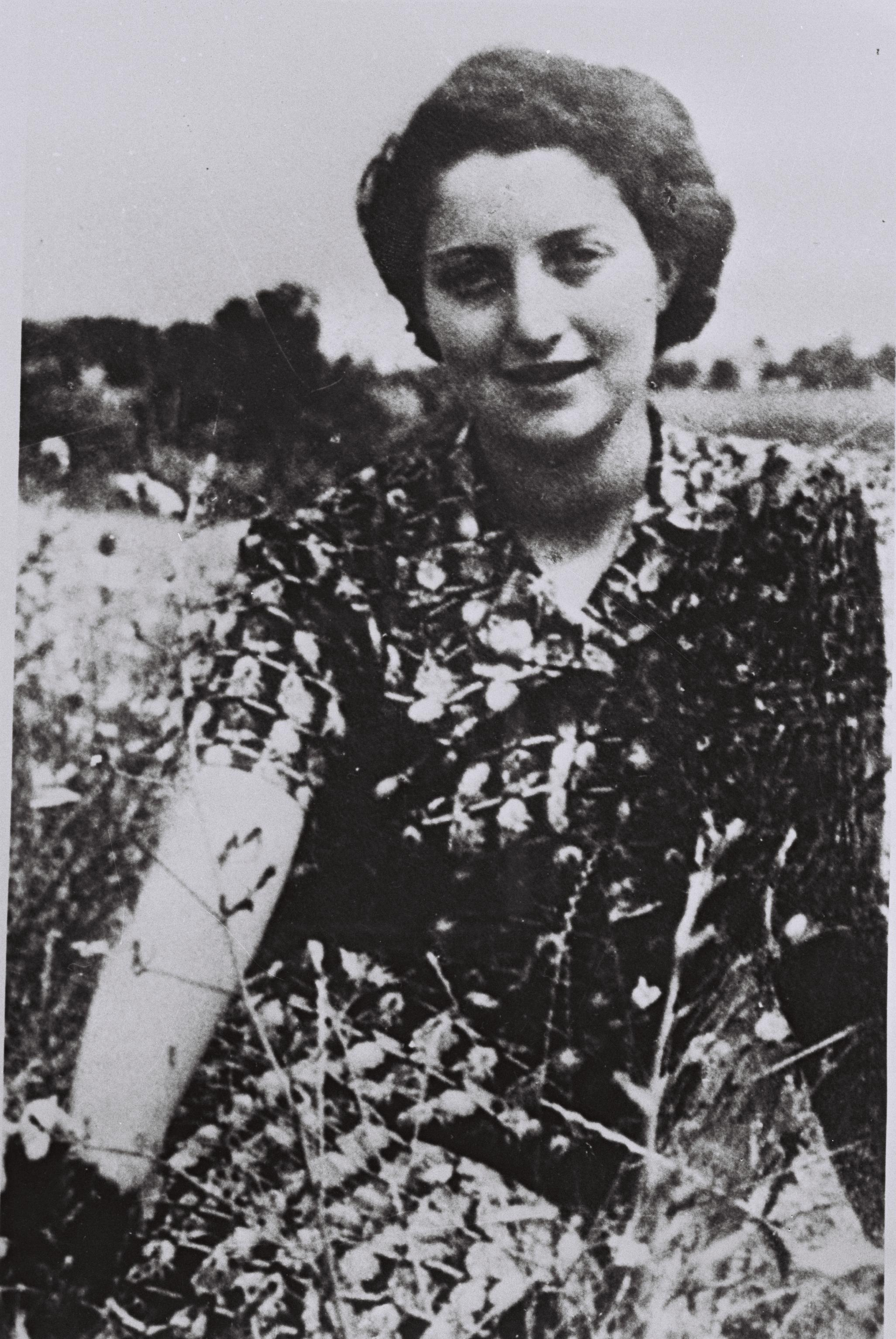
V kibucu Sdot Jam, rok 1942

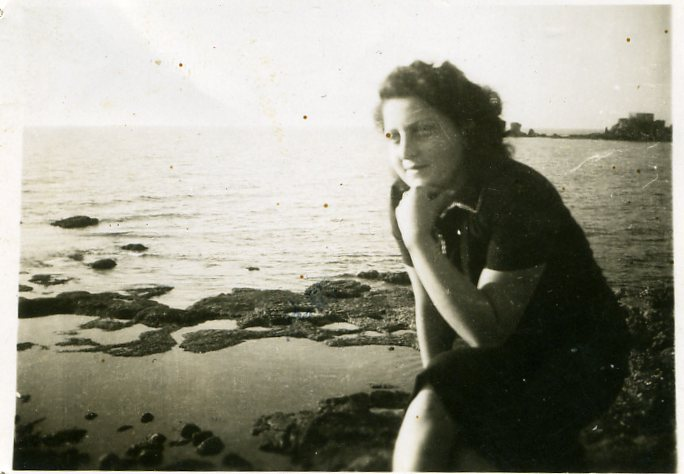
Chana Senešová na pobřeží u Sdot Jam, rok 1942–1943

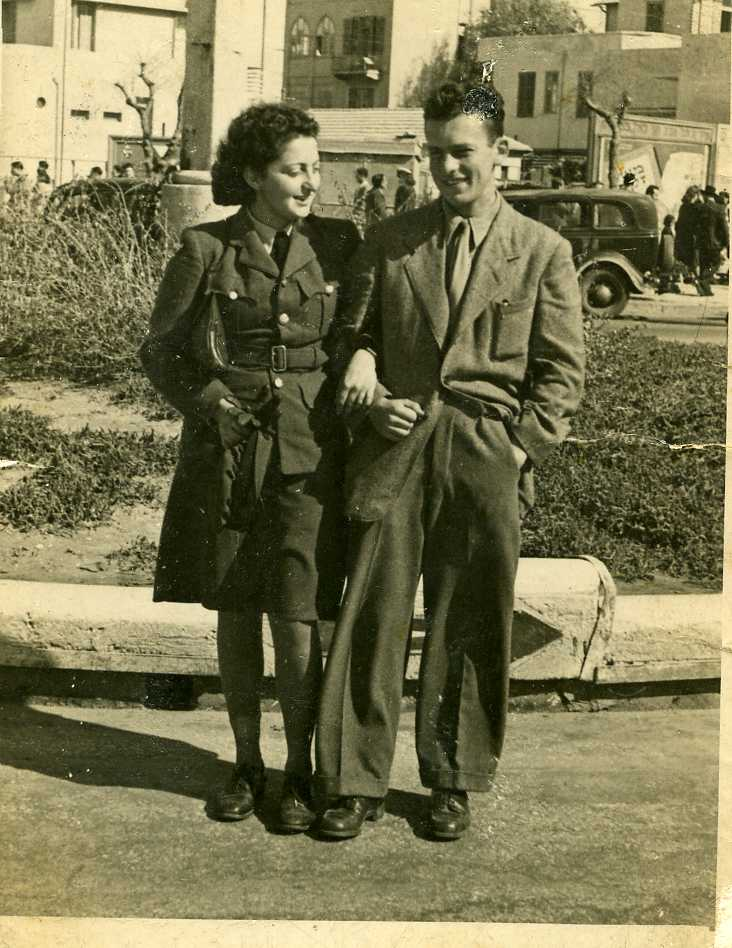
Setkání s bratrem v Tel Avivu, 2. února 1944

Do mandátní Palestiny, konkrétně do přístavu v Haifě, dorazila 19. září po pěti dnech plavby. Po příjezdu byla nadšená a do své nové domoviny se okamžitě zamilovala; ostatně i do deníku si poznamenala: „Jsem doma!“ Po několika hodinách jízdy autobusem dorazila do mošavu Nahalal na severu země, kde se další dva roky připravovala v dívčí zemědělské škole na život v kibucu. Krátce po svém příjezdu, v předvečer svátku Jom kipur, napsala svou první hebrejskou báseň a v té době rovněž začala psát deník v hebrejštině.

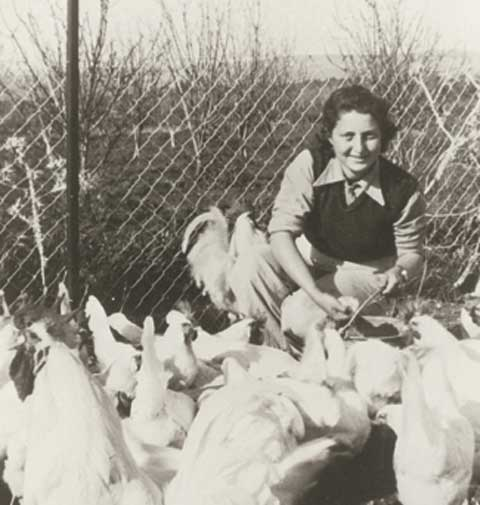
Chana Senešová během péče o drůbež v zemědělské škole v Nahalalu, rok 1941

Počátky pro ni byly složité, neboť pocházela z rodiny z vyšší společenské vrstvy a běžné domácí činnosti u nich doma vykonávala služebná. Vše se tak musela naučit a na nový život si zvyknout. Vstávala brzy ráno, seznamovala se s domácími a ručními pracemi, kydala kravský hnůj, sázela granátovníky, sklízela olivy apod. Brzy však práci přivykla a mimo ni v Nahalalu též organizovala kulturní aktivity, jako divadelní hry a koncerty. Vzdělávala se v botanice, chemii, zemědělství, ovocnářství, ale i péči o hospodářská zvířata. Jako jedné z nejlepších žákyň jí byly v létě roku 1940 dány na starost nové moderní kurníky s více než 400 kuřaty a zanedlouho se z ní stala odbornice na drůbežnictví. I když byla navenek optimistická a energická, dělala si starosti nad dosavadním vývojem války a nad úspěchy nacistického Německa. Dávala si za vinu, že zatímco ona je v bezpečí v Palestině, svoji matku nechala v Budapešti.
V září 1941 dokončila studia s vyznamenáním a vstoupila do mládežnického hnutí sionistické osadnické organizace ha-Kibuc ha-me'uchad. Nabyté vědomosti a zkušenosti chtěla uplatnit ve vhodně zvoleném kibucu, který společně hledala s kamarádkami z Nahalalu. Odmítala však ty založené maďarskými Židy, protože nechtěla žít ve stínu svého slavného zesnulého otce, ale i všechny ty, kde by již přišla k hotovému a kde by život byl snadný a pohodlný. Rozmýšlela se mezi kibucem Sdot Jam, poblíž starodávného římského přístavního města Caesarea, a kibucem Ginosar u Galilejského jezera. Volba padla na Sdot Jam a v prosinci téhož roku se stala jeho členkou. V kibucu žila následující dva roky a zastávala v něm různé činnosti, od práce v kuchyni a prádelně přes vyspravování rybářských sítí a péči o kuřata až po držení stráže. Věnovala se i psaní poezie a divadelních her o životě v kibucu, rovněž tak ale organizovala skupiny s dětmi, kterým vyprávěla o židovských hrdinech a hrdinkách.
V kibucu byla velmi oblíbená a jako projev uznání ji ostatní zvolili do pozice, ve které měla na starosti veškerý společný majetek a nářadí. I přes obdiv, kterého se jí dostávalo, a řadu přátel si stále připadala osamělá. Ve volných chvílích, především o šabatu, se procházela po středomořských plážích; při jedné z těchto vycházek napsala báseň Procházka do Caesareje (הליכה לקיסריה‎). Její tehdejší zápisky z deníku mohou posloužit jako jakási kronika mandátní Palestiny v průběhu války, neboť se v něm vyjadřovala ke všem aktuálním tématům, počínaje aktivitami v jišuvu (židovské komunitě v Palestině), včetně osudu uprchlických lodí, konče politickou situací v Evropě.
Trápení a strach jí však přinášely jak zvěsti o masakrech Židů v Evropě, tak dopisy od matky, z nichž se dozvídala o obavách maďarských Židů i o nových protižidovských zákonech. Zoufale na matku naléhala, aby za ní přijela do mandátní Palestiny a pokusila se jí i vyřídit vízum. To se jí však v důsledku britských imigračních kvót stanovených MacDonaldovou bílou knihou nepodařilo. V létě roku 1942 si v knížce Chajima Hazaze přečetla větu, kterou posléze nemohla dostat ze své mysli: „Všechna temnota nemůže uhasit světlo jedné svíčky, a přesto jediná svíčka může osvětlit temnotu.“ Od té chvíle neustále přemýšlela, zdali by mohla udělat něco pro trpící Židy v Evropě. Počátkem ledna 1943 si do svého deníku poznamenala:
| „                         | Náhle mne napadla myšlenka odjet do Maďarska. Cítím, že tam v tyto dny musím být, abych pomohla organizovat aliju mládeže a abych odtamtud dostala maminku. I když jsem si vědoma toho, jak absurdní se tato myšlenka může zdát, jeví se mi jako proveditelná a nezbytná a tak jsem se rozhodla povstat a konat. (…) Nemyslím na nic jiného než na matku a bratra. Někdy mne přepadají hrozné myšlenky. Setkáme se ještě? A jedna otázka mne stále mučí a trýzní. Bylo to, co jsem udělala, nesnesitelné? Bylo to naprosté sobectví? | “ |
| — 8. ledna 1943, Caesarea | |   |

O necelé dva měsíce později došlo v celé záležitosti ke zvratu a do deníku si poznamenala:
| „                          | Jak zvláštně věci fungují. Osmého ledna jsem se zmínila o náhlé myšlence, která mne napadla. Před pár dny náš kibuc navštívil příslušník Palmachu z kibucu Ma'agan [pozn. Jona Rozen] a chvíli jsme si povídali. V průběhu hovoru mi řekl, že Palmach organizuje jednotku, jejímž úkolem má být přesně to, co chci udělat. (…) Má odpověď samozřejmě byla, že jsem naprosto připravena. | “ |
| — 22. února 1943, Caesarea | |   |

Přihlásila se do Palmachu, elitních jednotek neoficiální židovské armády Hagana, a stala se dobrovolnicí pro speciální výsadkářskou misi v Evropě. Ta byla organizována díky spolupráci mezi židovským vedením a britskými zpravodajskými službami, konkrétně mezi Židovskou agenturou, MI9 a Special Operations Executive (SOE). V červnu byla povolána k pohovoru se zástupci britské armády a zástupců Hagany do Tel Avivu a úspěšně jej zvládla. V rámci tzv. skupiny A Force podstoupila na podzim 1943 rychlokurz v kibucu Ramat ha-Koveš určený pro budoucí operátory rádiového vysílače a spojaře. Následně absolvovala výsadkářský výcvik v kibucu Ramat David a na nedaleké letecké základně. Během něj se mimo jiné též naučila judo, jak používat nůž jako zbraň, jak rozebrat a složit palnou zbraň a jak z různých palných zbraní (včetně německých) střílet. Britové trvali na tom, aby se všichni dobrovolníci stali příslušníky Britských ozbrojených sil, a to především z toho důvodu, že kdyby padli do zajetí za nepřátelskými liniemi, měli by jako britští vojáci status válečného zajatce. Všichni proto postupně dostali britské vojenské hodnosti a uniformy, Chana Senešová se stala vojínkou letectva druhé třídy a stejně jako ostatní dívky náležela pod Ženské pomocné letecké sbory britského Královského letectva. Zároveň získala krycí jméno Hagar. Koncem prosince 1943 napsala dopis bratrovi, který však nikdy neodeslala. Namísto toho požádala, aby mu byl předán, pokud by se z evropské mise nevrátila. V dopise mimo jiné stálo:
| „                          | Pozítří se pouštím do něčeho nového. Možná je to bláznovství. Možná je to skvělé. Možná je to nebezpečné. Možná jeden ze sta – či jeden z tisíce – zaplatí vlastním životem. Možná zaplatí méně, možná více. Na nic se mě neptej. Nakonec zjistíš, o co šlo. (…) Říkám si, pochopíš to? Uvěříš, že šlo o víc, než o dětskou touhu po dobrodružství či mladickou romantičnost? Pochopíš, že jsem nemohla jednat jinak, že šlo o něco, co jsem musela udělat? (…) Jsou chvíle, bez nichž se lidský život stává bezvýznamnou bezcennou hračkou, a jsou chvíle, kdy je člověk povinován něco udělat dokonce i za cenu vlastního života. | “ |
| — 25. prosince 1943, Haifa | |   |

Během výcviku v Ramat ha-Koveš u sebe neměla deník, který nechala ve Sdot Jam. Dostala se k němu až 11. ledna 1944, když se do kibucu vrátila, aby si sbalila věci a se všemi se rozloučila. Tehdy si do deníku zapsala poslední poznámku: „Tento týden odjíždím do Egypta. Jsem voják… Chci věřit tomu, že vše co jsem udělala a co udělám, je dobré. Zbytek ukáže až čas.“ Svůj deník, básně a otcovy knihy pak zamkla do kufru, který nechala v úschově u kamarádky z kibucu Mirjam Jicchaki do doby, než se vrátí.
Dne 2. února 1944, tedy v den, kdy měla s ostatními výsadkáři odjet na poslední část výcviku do Egypta, se dozvěděla, že do Haify připlul její bratr na palubě lodi Njasa, který byl zadržen a umístěn v internačním táboře Atlit. Její skupině se podařilo získat jednodenní odklad odjezdu, díky čemuž se sourozenci měli možnost naposledy setkat. Senešové se jako britské armádní důstojnici podařilo pro bratra zařídit na několik hodin propustku, a tak spolu mohli strávit odpoledne na pobřeží Středozemního moře. Během setkání si povídali o osobních a rodinných novinkách a Chana též dala bratrovi narychlo přečíst dopis, který mu napsala koncem roku 1943. Kvůli nadšení ze setkání se sestrou a nedostatku času si Giora nestačil uvědomit vážnost dopisu, který si četl.
Následující den odjela se skupinou výsadkářů autem do Egypta. Po desetihodinové jízdě, během které se učila řídit, dorazili na základnu britského letectva u Káhiry. Zde podstoupili poslední část výcviku, který byl zaměřen na infiltraci, sabotáže a špionáž.

## Mise v Evropě
Původně se na výsadkářskou misi přihlásilo 250 dobrovolníků. Výcvik však kvůli náročnému výběrovému procesu podstoupilo jen 110 z nich. Z důvodu různých operačních problémů se nakonec mise v Evropě zúčastnilo 37 osob (třicet dva se do cílových zemí dostalo v rámci výsadků, pět alternativními způsoby), z toho pouze tři ženy. Kromě Chany Senešové se jednalo o Chavivu Reikovou a Suriku Bravermanovou. Členové mise byli rozděleni do jednotlivých skupin dle cílových zemí. Zpravidla byli někdejšími obyvateli daného státu, se znalostí místního prostředí, jazyka a kultury, což pro Brity hrálo velmi důležitou roli, neboť v daných oblastech potřebovali takovéto styčné důstojníky. Cílem skupiny, jejímž členem byla Senešová, bylo Maďarsko, dalšími destinacemi byly například Slovenská republika, Itálie, Rumunsko, Bulharsko atd.
Úkoly a cíle členů mise měly v zásadě dvě roviny, a to britskou a židovskou či sionistickou. Britům měli předávat důležité informace o nepříteli (např. o pohybu a početní síle jednotek, lokalizaci důležité infrastruktury, jako třeba továren apod.) a pokusit se navázat kontakt se sestřelenými piloty a případně pomáhat s jejich evakuací. Měli ale též kontaktovat místní židovské komunity, snažit se zorganizovat židovský odboj či pomoci již existujícímu, nalézt možnosti a prostředky pro záchranu místních Židů a být nápomocní při obnově sionistických hnutí. Chana Senešová měla během mise na starost přísně tajný vojenský rádiový vysílač.
Počátkem března 1944 došlo vzhledem k vývoji událostí v Evropě k přehodnocení plánu maďarského výsadku. Původně měla skupina sestávající z Chany Senešové, Aby Berdičeva, Re'uvena Dafniho, Perece Goldsteina, Jo'ela Palgiho a Jony Rozena seskočit přímo nad Maďarskem, ale kvůli informacím britských zpravodajských služeb o blížící se německé okupaci Maďarska bylo rozhodnuto o rozdělení skupiny, která měla namísto svého původního cíle seskočit nad Jugoslávií. Před odletem z Egypta obdrželi výsadkáři nezbytnou výbavu: látkovou mapu, peníze a zbraně, které byly v britských skladech nahlášeny jako ztracené. Byl jim přiznán standardní důstojnický plat a všichni uzavřeli životní pojistku.
Dne 12. března 1944 odletěla Senešová spolu s Berdičevem, Dafnim a Rozenem, do italského přístavního města Bari, kam dorazili po třinácti hodinách letu. Následující den měli volno, které strávili v nedaleké vesnici. Večer byli vyrozuměni, že další den odlétají, a tak vyrazili na leteckou základnu v Brindisi. Tam Senešová vzbuzovala velký zájem, zejména mezi britskými a americkými výsadkáři, kteří byli překvapeni, že vidí výsadkářku. Ještě než odletěli, napsala spolu s kolegy dopisy svým blízkým. 14. března pak vyrazili vojenským letadlem nad severní Jugoslávii (v té době Nezávislý stát Chorvatsko). Re'uven Dafni později popsal své zážitky z letu následovně:
| „ | Seděli jsme v přecpaném letadle a všude kolem nás byly balíky. Hřmoucí burácení motorů zhatilo jakoukoli konverzaci. Studoval jsem tváře svých přátel a mé oči spočinuly na Chaně. Její tvář vyzařovala štěstí a nadšení. Její vzrušení bylo nakažlivé a všichni jsme mu podlehli. Postupně si únava a napětí vybraly svou daň a my jeden po druhém usnuli. Probudil jsem se, když už letadlo kroužilo nad svým cílem. Nikdy na ten seskok nezapomenu. Chana již byla připravená – klidná a radostná, s velkým úsměvem na tváři a zdviženým palcem, jejím oblíbeným znamením vítězství. | “ |

### S partyzány v Jugoslávii

Rukopis básně Šťastná zápalka z 2. května 1944

Když letadlo dorazilo na místo určení, výsadkáři seskočili z letadla v předem stanoveném pořadí. Nejprve seskočil Re'uven Dafni následován Chanou Senešovou, Jonou Rozenem a Abou Berdičevem. Po přistání se přidali k partyzánům Josipa Tita. O pět dní později se na jejich velitelství dozvěděli, že nacistické Německo již okupuje Maďarsko. Tato informace Chanu zdrtila a velmi těžce ji nesla. Mimo jiné totiž padl plán proniknout do Maďarska jako židovští uprchlíci s falešnými doklady. Nastalý vývoj však zároveň umocnil její odhodlání misi dokončit. Jelikož německá armáda začala obsazovat pohraniční oblast, kudy se chtěli dostat do Maďarska, museli se přesunout k jiné partyzánské jednotce vzdálené více než 300 kilometrů. Z Chany Senešové se mezi partyzány stala legenda a řada z nich chtěla na vlastní oči vidět onu „mladou okouzlující dívku, která seskočila nad jejich zemí, aby jim pomohla v boji proti nacistům“. Cesta byla pomalá, riskantní a strastiplná, s minimem spánku a nedostatkem jídla. Chana během ní předávala Britům rádiovým vysílačem informace o aktivitách německé armády, o nichž jí referovali partyzáni. Jedné noci skupina těsně unikla smrti, když přenocovala ve vesnici poblíž hranic, na niž zaútočila německá armáda. Podařilo se jim utéct, avšak když se skrývali v křoví, dostali se do jejich blízkosti němečtí vojáci. Dafni se je chystal zastřelit, ale Senešová jej přemluvila, aby to nedělal, a zdůraznila, že nepřišli, aby zabíjeli nepřítele, ale aby zachraňovali Židy.
V polovině dubna seskočili nad Jugoslávií také Jo'el Palgi s Perecem Goldsteinem. Následně se vydali na cestu do Sredici za ostatními ze své původní skupiny. Tam během jejich putování mezitím vznikl jeden z hlavních symbolů výsadkářské operace, báseň Šťastná zápalka (אשרי הגפרור‎). Jednoho večera se ve vesnici sešli Chana Senešová, Re'uven Dafni a Jona Rozen s místním partyzánským velitelem. Tím se ukázala být asi dvacetiletá židovská dívka a Dafniho spolužačka z dětství. Vyprávěli jí o židovské domovině v Palestině a ona jim vypověděla o strašlivém utrpení evropských Židů, o zátazích a vraždách statisíců nevinných mužů, žen a dětí. Když se loučili, pronesla větu, která otřesené Senešové utkvěla v paměti: „Odešli jste odtud, něčeho dosáhli a vrátili se zpátky pomoct, zatímco já partyzánka jsem pro ně pořád jen prašivá Židovka.“ Setkání Senešovou inspirovalo k napsání zmíněné básně.
O čtyři dny později, 6. května, dorazili Palgi s Goldsteinem. Celá skupina se tak opět shledala, aby se zanedlouho znovu rozdělila. Senešová s Palgim a Goldsteinem následně hledali možnosti překročení hranic do Maďarska. Odhodlání, ba až posedlost zachránit Židy ji změnila. Po svém příchodu si toho všiml i Palgi: „Když jsem nakonec dorazil, nenašel jsem starou Chanu, tu Chanu, kterou jsem znal tak dobře. Její oči už nejiskřily, byla chladná, a její argumentace ostrá jako břitva; už také nevěřila cizím lidem. Pokud s ní bylo dřív obtížné vyjít, teď to bylo desetkrát horší. Zprvu jen cítila sílu, která v ní dřímá, ale teď si jí byla plně vědoma a měla v sebe nezlomitelnou víru.“ Chtěla dělat něco konkrétního a její činnost – předávání informací rádiovým vysílačem – ji neuspokojovala. Trápilo ji vědomí, že by měla dělat něco důležitého, ale nedělá to.
| „                          | Jsme jediní, kteří mohou pomoct, nemáme právo myslet na naši bezpečnost. Nemáme právo váhat. I když je pravděpodobnost našeho úspěchu nepatrná, musíme jít. Pokud pro strach o své životy nic nepodnikneme, milion Židů bude určitě zmasakrován. Pokud uspějeme, naše úsilí otevře velké a důležité možnosti. Díky našemu úsilí budou zachráněny zástupy. | “ |
| — 1944, kdesi v Jugoslávii | |   |

Jednoho večera, 13. května, když spolu s partyzány a svojí skupinou čekala v horách na letadla, která jim měla shodit zásoby, požádala Jo'ela Palgiho, aby se s ní šel projít. Když byli stranou, prozradila mu, že je nešťastná a že už nemůže dále sedět stranou a čekat, zatímco jsou tisíce lidí masakrovány. Sdělila mu, že má v plánu překročit hranice s Maďarskem a že si myslí, že „je lepší zemřít a osvobodit tak naše svědomí, než se vrátit domů s vědomím, že jsme to ani nezkusili.“ Palgi se jí její záměr snažil rozmluvit, ale když viděl, že ji nepřesvědčí a že má patrně i pravdu, rozhodl se k ní přidat. Plán byl takový, že aby nevypadali zbytečně podezřele, vypraví se do Maďarska každý sám a jinou trasou, a poté na sebe budou každou sobotu čekat v Budapešti (buď před Velkou synagogou nebo před Svatoštěpánskou bazilikou) dokud se nesetkají. Druhý den ráno se přidala ke skupině partyzánů mířících do vesnice nedaleko hranic, vzdálené asi 64 kilometrů. Předtím, než vyrazila na cestu, se jí ještě snažil nápad rozmluvit Re'uven Dafni. Řekl jí, že je taková akce šílená a moc riskantní. Když pochopil, že ji ani on nepřesvědčí, rozhodl se, že ji do vesnice doprovodí. Celá cesta trvala dvacet šest dní, jelikož procházeli územím s německými hlídkami, které museli obcházet a vyhýbat se jim. Ve vesnici se seznámila se třemi odbojáři, kteří uprchli z Maďarska a přemluvila je, aby se s ní vrátili. Než se vydali směrem ke hranici, požádala Dafniho o kyanidovou kapsli, která byla standardní výbavou pro mise za nepřátelskými liniemi. Ten však odmítl, neboť ji chtěl povzbudit a domníval se, že by kapsle mohla podrýt její sebevědomí. Těsně před odchodem Senešová vytáhla z kapsy pomačkaný kus papíru a předala mu jej se slovy: „Pokud se nevrátím, předej ho našemu lidu“. Ten papír strčil do kapsy a zprvu se domníval, že jde o dopis pro ředitele Židovské agentury Davida Ben Guriona. Pak jej ale vytáhl, zjistil, že jde o poezii, a v rozčilení papír zahodil do křoví. Později téhož večera jej s výčitkami několik hodin hledal a nakonec našel – šlo o báseň Šťastná zápalka.

### Překročení hranic a dopadení

Klíčová místa spojená s Chanou Senešovou po jejím návratu do Maďarska:
1) Muraszombat – zatčení
2) Szombathely – výslech a mučení
3) Budapešť – věznění, soud a poprava

Chana Senešová se vydala k maďarským hranicím 9. června za doprovodu Pétera Kallóse a Sándora Fleischmana z maďarského židovského odboje a Jacquese Tissandiera z francouzského odboje. Několik dní putovali hustými lesy, načež se čtveřici podařilo dostat k řece Drávě, kterou bylo třeba překonat. V té chvíli se ukázal být jako přílišné břímě Chanin rádiový vysílač. Její druzi se ji pokusili přesvědčit, ať jej zahodí, ale ta to rezolutně odmítla. Nakonec se dohodli, že vysílač rozeberou a každý ponese jeho část. Po celonočním putování dorazili za úsvitu k městečku Muraszombat (dnešní Murska Sobota), kde žili Kallósovi a Fleischmanovi přátelé, kteří jim mohli opatřit propustky na cestu do Budapešti. Rozhodli se, že Senešová zůstane s Tissandierem a vysílačem v nedalekém lese, zatímco druzí dva vyrazí do vesnice. Cestou je však zastavili příslušníci maďarské policie a Kallós zpanikařil a zastřelil se. Policisté Fleischmanna okamžitě spoutali a při prohlídce Kallóse nalezli v jeho kapse sluchátka rádiového vysílače. Oba následně nechali převézt na policejní velitelství do města Szombathely, kde Fleischmana při výslechu zmlátili do bezvědomí. Jelikož se jim nepodařilo zjistit žádnou informaci, byla na místo jejich zadržení vyslána jednotka německých vojáků, aby oblast prohledala. Po třech hodinách čekání byli Senešová a Tissandier nervózní a vyrazili směrem k cestě. V tu chvíli spatřili blížící se vojáky, a tak se vrátili zpátky do lesa, kde narychlo holýma rukama zahrabali části vysílače, které měli u sebe. Na útěk jim ale již nezbylo dost času, neboť byl les již obklíčen vojáky, kteří se k nim ze všech stran přibližovali. Těsně než je objevili, padli si do objetí a začali se líbat, aby vzbudili dojem nevinné dvojice milenců. Když je policisté a vojáci objevili, nechal velitel zásahu oba spoutat a převést k výslechu na policejní velitelství do Szombathely.
Cestou si ještě uchovávala naději, že by vše mohlo dobře dopadnout. Ta však vyprchala, když na stanici spatřila k židli přivázaného, zakrváceného a zmláceného Fleischmana a opodál ležícího mrtvého Kallóse. Velitel policie jí oznámil, že u jednoho z nich nalezli sluchátka k rádiovému vysílači, a že i ten brzy najdou. Další dva dny se z ní snažili získat informace, přičemž ji mlátili až upadla do bezvědomí. Přitom jí vyrazili dva zuby. Ani tak jim nic neprozradila. Němečtí a maďarští vojáci mezitím objevili zahrabané části vysílače. Chana Senešová byla prohlášena za špiona a zrádce, a byla převezena do Budapešti.
Cestou vlakem přemýšlela nad svým selháním a uvědomovala si, že nacisté po ní budou chtít kód k vysílači. Jakmile by jej získali, mohli by vypátrat ostatní parašutisty a podsouvat Britům klamné informace. Kód si jednak pamatovala, ale zároveň jej měla i při sobě – důmyslně skrytý v textu knížky francouzské poezie, kterou jí ponechali. V nestřeženém okamžiku knížku nechala spadnout na zem a odkopla ji tak, aby ji nikdo nenašel. Bylo jí však jasné, že má i řadu dalších, pro nacisty cenných informací a nebyla si jista, kolik mučení ještě zvládne. Když se její strážce zvedl, aby si došel na záchod, tak se v rámci svých možností rychle přemístila ke dveřím vagónu, které otevřela a chtěla vyskočit a ukončit tak svůj život. Na poslední chvíli ji však do vlaku zpět vtáhl strážce. Hned nato ji zmlátil a řval na ni: „Nemáš právo se zabít! Jsi majetkem státu. Skoncujeme s tebou, až tě nebudeme potřebovat. Ne dřív!“

### Mučení a věznění
Po příjezdu do Budapešti byla 16. června odvedena do Hadikových kasáren v ulici Miklóse Horthyho (dnešní ulice Bély Bartóka), kde ji svlečenou přivázali k židli a po několik dní ji bičovali a bili, přičemž jí vyrazili další zub. Stále se jí přitom ptali na jméno, ale ona vždy odpověděla, že se jmenuje Marie. Po dalších pár hodinách ji předvedli před vyšetřovatele seržanta Roszu, který jí řekl, že ví, že je Maďarka a zrádkyně. Senešová, která pro rozbitá a zakrvácená ústa nemohla mluvit, pouze zamumlala, že je britský válečný zajatec, a že požaduje, aby s ní podle toho bylo zacházeno. Rosza jí oznámil, že ve vedlejší místnosti zadržují Tissandiera, a že jej zabijí, pokud neprozradí své jméno. Senešová však mlčela. Po hodinách mučení se ale už dostala do okamžiku, kdy musela říct něco, aby jí dali na chvíli pokoj. Přemítala proto, zdali své pravé jméno neprozradit. Předpokládala, že její matka už dávno nebude v Maďarsku, neboť výsadkářům bylo před odjezdem na misi řečeno, že jejich rodiče mají každým dnem přijet do Palestiny. Nakonec proto, když se seržant chystal dát pokyn k zavraždění Tissandiera, promluvila a řekla: „Jmenuji se Chana Senešová“.
| „                                                                                             | Židovská mládež nemá v Maďarsku budoucnost ani možnost se uživit. A tak, jakkoli mě bolelo loučení se s ní, zejména poté, co jsem se musela rozloučit se svým synem, jsem šťastná, že tu není a nevidí a nezažívá to strašné utrpení Židů. | “ |
| — Výpověď Chaniny matky u výslechu předtím, než se dozvěděla o věznění své dcery v Budapešti. | |   |

Věznitelé následně zjistili, že její matka stále žije v Budapešti, zatkli ji a 17. června přivedli na vojenské velitelství v ulici Miklóse Horthyho. Tam ji dlouze vyslýchali a vyptávali se na její děti, zejména pak na Chanu. Následně ji vyšetřovatel Rosza oznámil, že je její dcera ve vedlejší místnosti, a že ji přivedou, aby dceru přesvědčila vypovídat. Zároveň pohrozil, že pokud tak neučiní, bude to jejich poslední setkání. Katarina Senešová byla otřesena: „Měla jsem pocit, jako by se pode mnou hroutila podlaha a já se zběsile oběma rukama chytla okraje stolu. Zavřela jsem oči a během pár vteřin jsem cítila, že vše v co jsem věřila, se zhroutilo jako domeček z karet. Byla jsem fyzicky i psychicky naprosto zdrcená.“ Chanu vyvedli z její cely a ponechali ji v domnění, že jde k výslechu. Když pak ve výslechové místnosti spatřila svoji matku byla v šoku, neboť si uvědomila, co jí teď kvůli ní může čekat. Okamžitě se dozorcům vytrhla a s výkřikem „Mami, odpusť mi!“ se vrhla do matčina náručí. Matka byla při pohledu na dceru ještě více otřesená: „Její kdysi hebké vlnité vlasy se staly špinavou změtí, její zpustošená tvář zrcadlila nevýslovná utrpení, její velké výrazné oči byly podlité s monokly a na jejích tvářích a krku byly ošklivé šrámy.“ Vyšetřovatel Rosza pak na ni naléhal, aby dceru přiměla vypovídat, pod pohrůžkou, že se v opačném případě již nikdy neuvidí. Poté je posadil naproti sobě a nechal je o samotě, pouze pod dohledem jednoho detektiva. Katarina Senešová se dcery zeptala, zdali se do Budapešti vrátila kvůli ní, ale ta odpověděla, že ne a prosila ji, aby se neobviňovala. Matka pochopila, proč dcera nemůže říct celou pravdu a odmítla na ni naléhat. Seržant pak Katarinu Senešovou poslal domů. Když pak Chana matku několik dalších dní neviděla, ani o ní neslyšela, začala mít strach. Toho využil seržant Rosza a vyhrožoval jí, že pokud jim neprozradí kód od rádiového vysílače, tak matku zabijí. Ani pak však nevypovídala.
Ještě téhož dne však Katarinu Senešovou v jejím domě zatklo odpoledne gestapo a odvezlo ji do vězení v ulici Gyorskocsi č. 25 (kam byla mezitím převezena i její dcera). Tam byla uvězněna na společné cele, kterou sdílela s maďarskými aristokratkami a manželkami politicky angažovaných mužů. Druhou noc ve vězení si neúspěšně podřezala žíly žiletkou. Zhruba týden po svém zatčení se od spoluvězeňkyně dozvěděla, že její dcera je ve stejném vězení. Téhož dne večer si ji na chodbu zavolala maďarská dozorkyně Hilda, která jí pošeptala, aby si stoupla k oknu cely a podívala se přes dvůr. V okně uviděla Chanu, která jí mávala.
Když už deset dní od chvíle, kdy Chana překročila hranice, neměli Jo'el Palgi a Perec Goldstein žádné zprávy o jejím osudu, rozhodli se rovněž přejít přes maďarské hranice, načež se jim podařilo dostat až do Budapešti. Tam na ni bez úspěchu čekali před synagogou a u baziliky. Ve městě se rovněž setkali s místními odbojáři a dr. Rudolfem Kastnerem z Pomocného a záchranného výboru, který vyjednával s Adolfem Eichmannem o propuštění maďarských Židů výměnou za peníze a cennosti. Kastner přesvědčil Palgiho, svého dávného kamaráda, aby se přihlásil na gestapu coby zástupce Židovské agentury, který přijel vyjednávat o osudu Židů. Jeho plán, podle kterého měl od Němců získat imunitu, však nevyšel a Palgi byl 29. června zatčen a uvězněn ve stejném vězení jako Senešová. Rovněž byl mučen, ale nevyzradil žádnou informaci. Též se neúspěšně pokusil o sebevraždu. Později se od dozorce dozvěděl, že je ve stejném vězení držena jistá palestinská dívka. Následující den zjistil, že jde skutečně o Senešovou a že je vězněna na samotce tři patra nad jeho celou. Podařilo se mu s ní navázat kontakt prostřednictvím zrcátka, kterým házel prasátka. Takto spolu byli schopni po několik následujících týdnů komunikovat pomocí vzkazů posílaných morseovou abecedou.
Na dálku komunikovala i s matkou, avšak s tím rozdílem, že písmena jednotlivých slov psala prstem ve vzduchu. Tato „korespondence“ mezi matkou a dcerou brzy zaujala matčiny spoluvězeňkyně. Přitom si Chana všimla, že všechny ženy mají na oblečení našitou žlutou Davidovu hvězdu a dotázala se, co to znamená. Katarina jí vše vysvětlila a zeptala se, jak to, že ona hvězdu nemá, načež se dočkala odpovědi, že její dcera již není maďarskou občankou, tudíž se na ni maďarské rasové zákony nevztahují. Jedna z žen na matčině cele jí v reakci na to prstem „napsala“, aby byla ráda, že není označkovaná. Chana poté na zaprášenou tabuli svého okna namalovala prsty velkou Davidovu hvězdu, která tam zůstala několik týdnů, než bylo okno umyto. Následující den si Katarinu opět zavolala Hilda, která jí řekla, ať jde umývárny, kde bude moct chvíli promluvit se svou dcerou. Matka s dcerou se radostně přivítaly a Chana jí ve stručnosti řekla, že se přihlásila na misi britské armády, kterou však nemohla dokončit.
Perec Goldstein se mezitím skrýval v táboře v Kolumbově ulici, kde byli shromážděni Židé, kteří později v tzv. Kastnerově vlaku odjeli do Švýcarska. Patřili mezi ně i jeho rodiče, s nimiž se, k jejich úžasu, setkal. Původní myšlenka zařadit Goldsteina do vlaku se ukázala jako neprůchodná když vyšlo najevo, že po něm Maďaři pátrají. I on se nakonec, na Kastnerovo doporučení, přihlásil na gestapu, aby neohrozil záchranu svých rodičů. 1. července byl zatčen a převezen do stejného vězení jako Senešová a Palgi. Palgi se zatím od spoluvězňů dozvěděl, jak Chana prostřednictvím své „okenní komunikace“ povzbuzuje ostatní vězně, jak jim vypráví o Palestině a životu v kibucu, ale i o tom, jak pozoruhodně se chovala při výslechu před příslušníky gestapa a SS. Varovala je před jejich hořkým osudem, který je čeká, až budou poraženi. Jak Jo'el později poznamenal: „Poté, co byli po celá léta učeni, že se Židé nikdy nebrání a že budou snášet i to nejodpornější zacházení, je její odvaha zaskočila.“
Dalším způsobem komunikace s matkou, ale posléze i ostatními vězni, byla velká vystřižená papírová písmena, které Chana Senešová postupně ukazovala v okně. Vězni, pakliže nebyli vyslýcháni, měli po obědě povoleno procházet ve dvojicích v zástupu kolem dokola vězeňského dvora. Pečlivě však bylo hlídáno, aby se Chana nedostala do stejné skupiny, která byla v tu chvíli na dvoře, jako její matka. Několikrát se jim to však podařilo, a přestože Chana nesměla chodit ve dvojici (vzhledem k tomu, že byla vězněna na samotce), dokázala se dostat do dvojice s matkou. Vzájemný kontakt byl snazší díky vstřícnosti dozorkyň, a tak Katarina Senešová mohla dceři poslat malý dárek k jejím dvacátým třetím narozeninám a Chana zase na oplátku matce dárek ke stříbrnému výročí její svatby. Nakrátko byla Chana přeložena na společnou celu, kde se věnovala místním dětem, které učila číst a psát, a vyprávěla jim příběhy o Palestině. Rovněž tak vyráběla z hadrů a nejrůznějšího materiálu od dozorkyň panenky – pro děti, pro matku, ale i pro dozorkyně. Jednou matce řekla, že je ráda, že „čas strávený tady není úplně promrhaný. Přivedla jsem pěknou řádku lidí k sionismu“. Při jedné z vycházek na dvoře se jí matka znovu zeptala na její misi. Dcera jí vysvětlila, že nemůže říci nic bližšího, neboť se jedná o vojenské tajemství, ale že brzy válka skončí, a pak bude moct říct vše. Na otázku, zdali to vše stálo za to, matce odpověděla:
| „ | Podívej, mami, mně to za to stálo. Ale buď si jistá, že jsem neudělala absolutně nic, co by bylo proti zájmům Maďarska. Naopak. A pamatuj, že co je dnes považováno za zločin, bude v blízké budoucnosti považováno za ctnost ospravedlněnou nastávajícími událostmi. | “ |

Skrze „konverzace“ vedené přes okna jejich cel začala učit matku hebrejsky. Okno její cely se však postupně stalo bránou informací. Jak později vypověděla její matka: „Jednoho rána položila prostředníček a ukazováček nad své rty, pak několikrát přejela rukou přes krk, jako by jej řezala. Tuhle pantomimu zopakovala několikrát. Každému bylo jasné, že má na mysli Hitlera. Toho odpoledne se během vycházky na dvoře rozšířila informace o atentátu na Hitlera.“ V polovině srpna již byla situace mnohem uvolněnější, Chana Senešová nebyla předvolávána k výslechu tak často, jako dřív a nakonec výslechy ustaly úplně.
Koncem léta došlo v Maďarsku k politickým změnám. Maďarský regent Miklós Horthy odvolal loutkovou proněmeckou vládu Döme Sztójaye a nahradil ji vládou Gézy Lakatose, která zastavila deportace maďarských Židů a zahájila mírové rozhovory se Spojenci. Maďarští vojáci a policisté dokonce bránili pokusům o deportaci vězňů ze strany gestapa. Počátkem září byla Chana Senešová přemístěna do cely, která se nacházela naproti cele její matky a díky vstřícnosti dozorkyň se mohly častěji vídat. Dne 11. září byli Senešová, Palgi a Goldstein předáni Maďarům a byli převezeni z věznice gestapa do vojenské věznice v ulici Margit körút. O den později byla Katarina Senešová spolu s několika dalšími vězni převezena do internačního tábora ve městě Kistarcsa, asi patnáct kilometrů od Budapešti. V táboře byla situace oproti vězení mnohem uvolněnější. V souvislosti se zrušením tábora byla 27. září, v den svátku Jom kipur, propuštěna. Ve vězení mezitím došlo k uvolnění poměrů, díky kterému si spolu mohli Senešová a Palgi dokonce promluvit. Chana mu vyprávěla, jak byla zajata, a jak se posléze setkala ve vězení s matkou. Později byli každý převezen do jiné věznice (Chana Senešová do vězení v ulici Conti) a od té doby se již nesetkali.
Po svém propuštění se Katarina Senešová opakovaně neúspěšně pokusila setkat s dr. Kastnerem s žádostí o pomoc pro její dceru. Ozval se jí rovněž mladý maďarský právník dr. Nánay, který již zastupoval Palgiho s Goldsteinem, a který se nabídl coby právní zástupce pro její dceru. Katarina se napřed ale chtěla poradit s rodinným právníkem a dcerou. Obdržela též obálku se značnou finanční sumou od muže, který se představil jako Geri (šlo o krycí jméno Re'uvena Dafniho). Pár dní nato zprostředkoval dr. Nánay návštěvu Chany, které matka přinesla řadu drobností. Ta byla nadšená ze zprávy o Gerim a požádala matku, aby jí přinesla nejen Tanach a teplé oblečení, ale taky, aby sehnala právníka, neboť ji má brzy čekat soud. Katarina Senešová se pokoušela sehnat pomoc u místní Sionistické organizace, ale neúspěšně. Rodinný právník nakonec doporučil jako právního obhájce dr. Andrého Szélecsenyie a Katarina jej 12. října pověřila obhajobou své dcery. Ten Chanu Senešovou o dva dny později navštívil a krátce nato její matce referoval, že je přesvědčen, že bude odsouzena maximálně k několika letům odnětí svobody, což však ale nehraje žádnou roli, neboť se již blíží konec války. Absolutně vyloučil možnost trestu smrti.
Dočasné zlepšení situace pro maďarské židovstvo netrvalo dlouho. Dne 15. října Horthy oznámil, že Maďarsko uzavře příměří se Sovětským svazem. To však vyprovokovalo Německo k zahájení operace Panzerfaust, při které byl Horthy donucen abdikovat ve prospěch Ference Szálasiho z radikální fašistické strany Šípových křížů. Za jeho vlády se situace Židů výrazně zhoršila a byla zavedena přísná protižidovská opatření, včetně toho, podle něhož mohli Židé opustit své domy pouze na dvě hodiny denně. Katarina Senešová se v důsledku nastalých politických změn obávala o výsledek soudního procesu, ale dr. Szélecsenyi ji ubezpečil, že ač je delší odnětí svobody pravděpodobné, vzhledem k blížícímu se konci války je nepodstatné.

### Soudní proces a poprava
Soudní proces, v němž byla Chana Senešová obviněna z vlastizrady, se konal 28. října 1944 ve věznici v ulici Margit körút. Původně před ním měli stanout i Jo'el Palgi s Perecem Goldsteinem, ale nakonec se tak nestalo. Přelíčení bylo neveřejné a Chanu Senešovou při něm obhajoval dr. Szélecsenyi. Měla však též možnost vystoupit a promluvit na svou obhajobu. Co u soudu pronesla, se dochovalo díky Fleischmanovi a Tissandierovi, kteří s ní překročili maďarské hranice a u soudu stanuli jako její komplicové. Mimo jiné řekla:
| „                          | Nepřipouštím, že bych zradila své rodné Maďarsko. Můj otec, který byl maďarským spisovatelem, mne učil věřit v dobro. Když jsem však vyrůstala, ulice města mne naučily, že pro mne, jakožto pro Židovku, není v této zemi místo. Jeden politik po druhém podporoval rasovou diskriminaci a odepírání lidských práv. Pochopila jsem, že již nemám žádnou vlast. Vaší záští a nenávistí jste mi odebrali občanství. Odešla jsem, abych vybudovala domovinu, domovinu vlastní, domovinu židovskou, domovinu skutečnou. (…) Spojili jste síly s našimi úhlavními nepřáteli, Němci, a tak jste se stali mými nepřáteli. Ani to mne však nepřimělo, abych se vrátila a bojovala proti vám. (…) Bylo mi líto Maďarů, kteří mi vždy byli tak blízcí a kteří se stali obětí svých bezskrupulózních vůdců. Ale ani to vám nebylo dost. Vztáhli jste též ruku proti mému lidu. Nejsem to tak já, kdo je zrádce. Zrádci jsou všichni ti, kteří na můj lid přinesli tuto katastrofu a kteří ji přinášejí i sami sobě. Snažně vás prosím, nepáchejte další zločiny. Zachraňte můj lid v onom krátkém čase, kdy ještě můžete. Až nakonec padnete, každý Žid, který v Maďarsku přežije, vás bude soudit. | “ |
| — 28. října 1944, Budapešť | |   |

Szélecsenyi později vypověděl, že byl u soudu napadán, že přijal obhajobu Židovky. Soudci nicméně nedospěli k verdiktu a rozhodli se pro osmidenní odklad do 4. listopadu. Tato lhůta však byla prodloužena z důvodu jmenování nového vojenského prokurátora, kterým byl do té doby kapitán dr. Gyula Simon. Ještě před vynesením rozsudku však soudci 6. listopadu uprchli ze země.
Katarina Senešová se ve dnech po soudním přelíčení několikrát neúspěšně pokusila navštívit dceru, ale dozvěděla se, že vzhledem k tomu, že proces ještě neskončil, potřebuje k návštěvě propustku, kterou může udělit pouze vojenský prokurátor Simon (nový nakonec jmenován nebyl), jenž je toho času mimo město a bude zpět až 7. listopadu. Toho dne se za ním proto vypravila do jeho kanceláře v Hadikových kasárnách, přestože podle mladého úředníka, se kterým telefonicky mluvila, kasárny všichni opouštěli. Tam však zjistila, že Simon byl převelen do vojenské věznice v ulici Margit körút (kam byla mezitím převezena i její dcera).
V ten samý den, 7. listopadu 1944, vešel krátce před devátou hodinou ranní vojenský prokurátor Simon do Chaniny cely číslo třináct. Co se odehrálo poté je známo díky maďarskému vězeňskému zřízenci, který v té době před celou uklízel. Prokurátor jí sdělil, že byla odsouzena k trestu smrti, a zeptal se jí, zdali chce požádat o milost. Ta mu okamžitě řekla, že se chce odvolat a že chce mluvit se svým právníkem. Simon jí však odpověděl, že není možnost podat odvolání, a opětovně se jí dotázal, zdali chce požádat o milost. Na to mu ale odvětila: „Milost – od vás? Myslíte si, že budu prosit o milost katy a vrahy? O milost nikdy nepožádám.“ Dočkala se odpovědi: „V tom případě se připravte na smrt. Můžete napsat dopisy na rozloučenou, ale pospěšte si. Trest bude vykonán do jedné hodiny.“ Její poslední přání – setkat se s matkou – jí bylo zamítnuto.
Před odchodem na popraviště ještě napsala krátký vzkaz své matce a kolegům. V deset hodin do cely přišel prokurátor Simon, který jí beze slov naznačil, ať jej následuje. Za doprovodu dvou vojáků byla následně odvedena přes zasněžený dvůr věznice na popraviště, kde odmítla pásku přes oči, aby mohla stanout tváří v tvář svým vrahům. Krátce poté byla zastřelena popravčí četou navzdory tomu, že nad ní nebyl nikdy oficiálně vynesen rozsudek. Popravu z vlastní iniciativy nařídil prokurátor Simon, který vnímal její proslov u soudu jako osobní urážku.
V tu chvíli již Katarina Senešová čekala v kanceláři prokurátora Simona s žádostí o návštěvu dcery. Ten po chvíli dorazil z popravy a zprvu se ji snažil odbýt s tím, že již nemá případ její dcery na starosti. Nakonec se však k její dceři vyjádřil, shrnul její případ a řekl: „V Maďarsku platí stanné právo a Vaše dcera byla dopadena s rádiovým vysílačem. Z toho důvodu ji vojenský tribunál shledal vinnou z vlastizrady a požadoval trest smrti. A tento trest již byl vykonán.“ Katarina Senešová byla zdrcena, ale zároveň oponovala, že to nemůže být pravda, neboť toho rána obdržela dopis od dr. Szélecsenyie, podle něhož se vynesení rozsudku odkládá. Simon se jí snažil namluvit, že ji pravděpodobně chtěl právník ušetřit trápení. Pak jí ale oznámil, že právníka vyrozumí o nastalém vývoji. Řekl jí, že si bude moci vyzvednout vzkaz na rozloučenou od své dcery, jejíž výjimečné odvaze a síle charakteru vyjádřil uznání. Nakonec jí poradil, ať se s celou záležitostí smíří a považuje svou dceru za jednu z obětí války. Krátce po Katarinině odchodu dorazil do vojenské věznice dr. Szélecsenyi. Když se dozvěděl o popravě, vběhl k prokurátorovi Simonovi, kterého obvinil z justiční vraždy, neboť podle něj šlo o nezákonnou popravu v procesu, u něhož nepadl rozsudek. Simon mu pak mimo jiné řekl, že „Chana zůstala vzpurná do posledního dne. Než zemřela, vyjevila, že její kroky řídily zlé úmysly.“ Odkazoval přitom ke vzkazu, který napsala svým druhům. Žádný ze vzkazů na rozloučenou se nikdy nedostal ke svým adresátům. Prokurátor Simon si je ponechal a odvezl spolu se složkou k jejímu případu, když uprchl z Maďarska. Při setkání s obhájcem však přečetl zmíněný vzkaz určený jejím druhům:
| „ | Pokračujte a nenechte se odradit. Pokračujte v boji až do konce, až přijde den svobody, den vítězství našeho lidu. | “ |

Vzhledem k tomu, že v době její smrti již nefungovalo židovské pohřební bratrstvo chevra kadiša, není známo, kdo ostatky pohřbil (předpokládá se, že šlo o člověka nežidovského původu). Chana Senešová byla pohřbena na největším budapešťském židovském hřbitově v Kozmově ulici (na tomtéž hřbitově jako její otec), a to v části věnované mučedníkům.
Den po popravě byla Katarina Senešová zadržena a spolu s více než 70 tisíci budapešťskými Židy poslána do budapešťského pochodu smrti do Vídně. Podařilo se jí však uprchnout a následně se ukrývat až do osvobození Budapešti v lednu 1945. Dne 13. listopadu byl Perec Goldstein poslán z vězení do sběrného tábora v Komárně a o deset dní později byl Jo'el Palgi zařazen do transportu vězňů do Německa. Podařilo se mu vyskočit za jízdy z vlaku a vrátit se do Budapešti, kde se až do února 1945 skrýval na vyslanectví vichistické Francie. Goldstein byl z Komárna poslán do koncentračního tábora Oranienburg, kde byl 1. března 1945 zavražděn.
Po osvobození Budapešti Rudou armádou se Katarina Senešová snažila najít hrob své dcery, což se jí podařilo díky místnímu křesťanovi, který jako jediný věděl, kde se hrob nachází. Následně nechala u budapešťského sochaře Andrease Becka vyrobit náhrobní kámen, avšak ještě před jeho usazením emigrovala do mandátní Palestiny.

## Repatriace a pohřeb v Izraeli

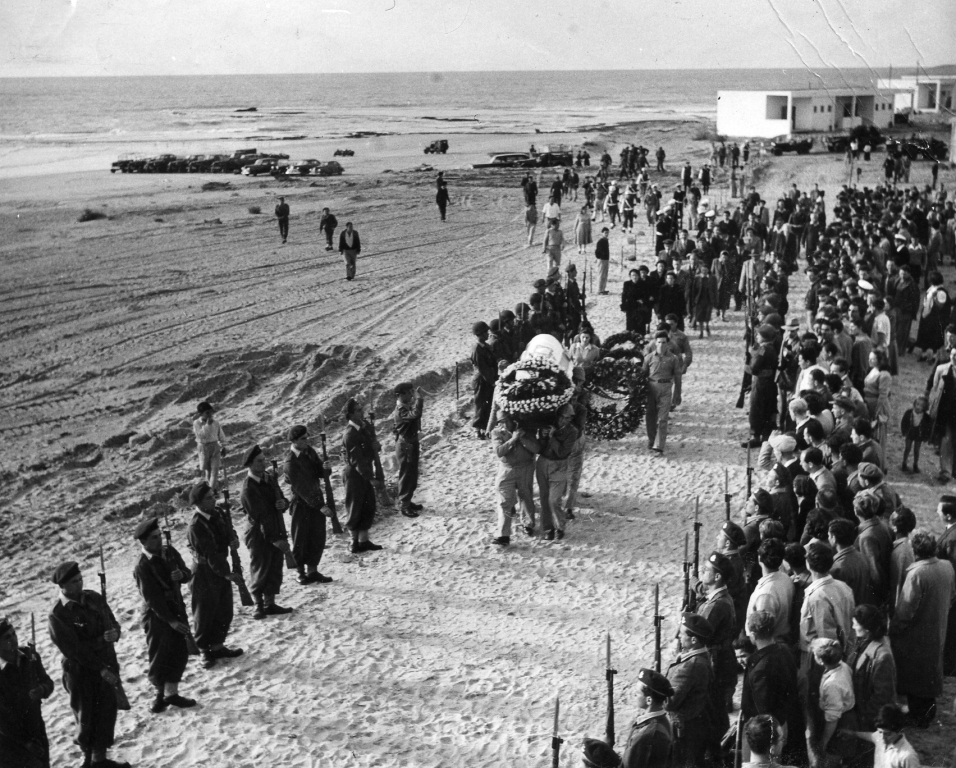
Pohřební průvod nese rakev s ostatky Chany Senešové na pláži kibucu Sdot Jam, 27. března 1950

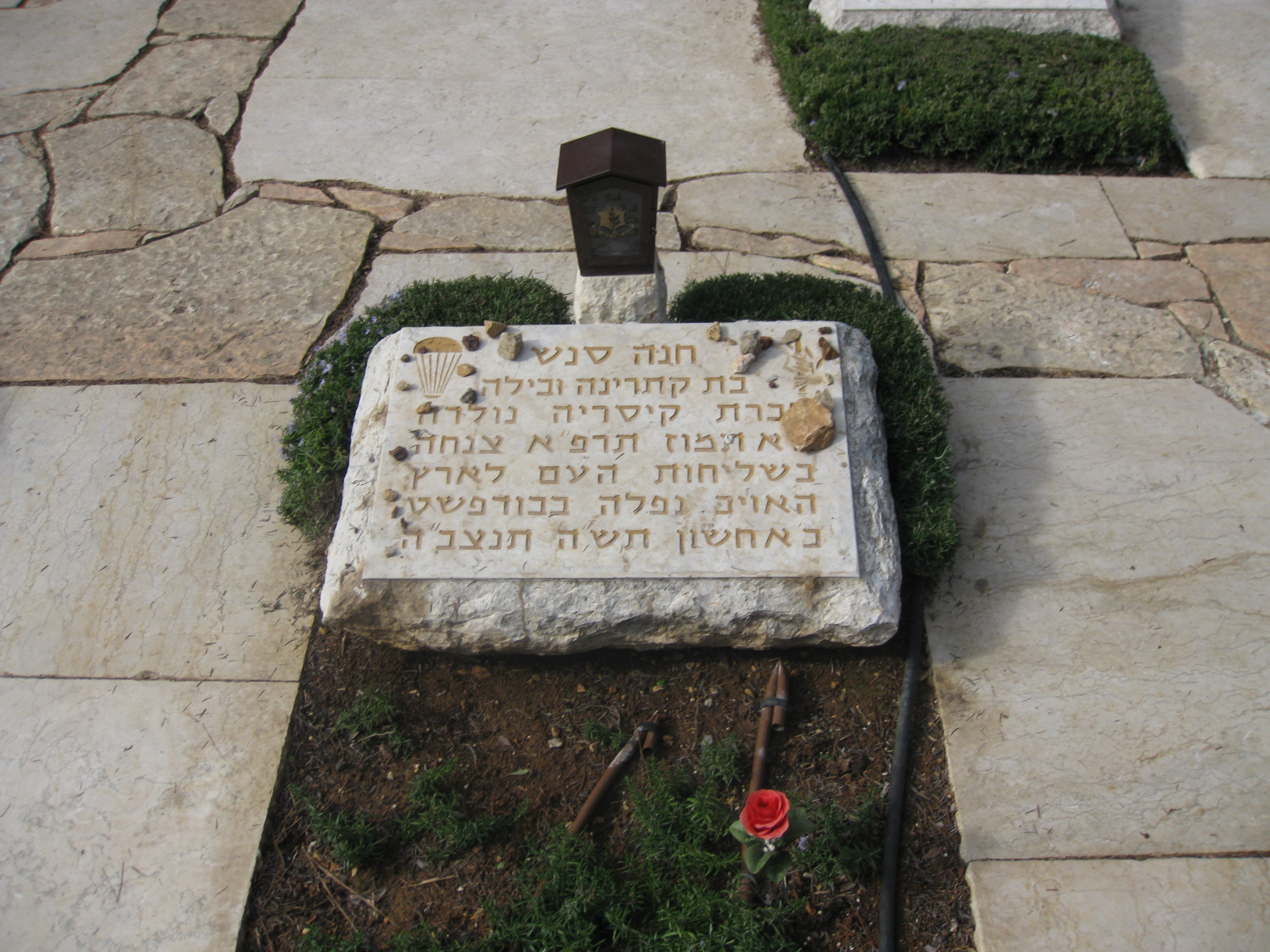
Hrob Chany Senešové na Herzlově hoře v Jeruzalémě

První snahy o převoz ostatků Chany Senešové z Budapešti se datují k září 1945, kdy členové výboru kibucu Sdot Jam vyjádřili přání pohřbít ji v mandátní Palestině. Židovská agentura po druhé světové válce pracovala na repatriaci ostatků všech pohřbených padlých výsadkářů (včetně Chavivy Reikové a Refa'ela Reisze), avšak myšlenka jejich hromadného převozu do Izraele se ukázala být z mnoha důvodů neproveditelná. Vzhledem k politickému vývoji v Maďarsku v roce 1950 byl původní plán opuštěn s tím, že repatriace proběhnou postupně. V lednu uzavřely izraelská a maďarská vláda dohodu, která převoz ostatků umožnila. Jeho evropskou část však poznamenala celá řada incidentů. Nejprve opomněly izraelské úřady informovat o celé operaci Senešovy a až po rozhořčené reakci Giory Seneše jej jakožto zástupce rodiny zařadily do delegace, která se v březnu vypravila do Maďarska, aby rakev s ostatky po cestě doprovázela. Následně nechaly maďarské úřady provést exhumaci, aniž by na tuto delegaci počkaly, z obavy před židovskými demonstracemi. Rakev pak byla převezena na židovský hřbitov do Vídně, kde ji hlídala čestná stráž. Když na hřbitov dorazil Giora Seneš, zjistil, že stráž tvoří pouze místní Židé a že Izraelci, kteří se na ní měli též podílet, jsou v nočním klubu. Z Vídně měla být rakev přepravena vlakem do Neapole a poté lodí do Izraele. Nejprve se však italské úřady zdráhaly vydat přepravní povolení a následně neumožnil přednosta stanice ve městě Tarvisio na italsko-rakouské hranici vagónu s rakví pokračovat v cestě. K tomu nakonec svolil druhý den po ověření povolení. Vlak pak pokračoval do Říma, kde byl přivítán členy místní židovské obce a italskými partyzány, a následně pokračoval do Neapole. Tam byla rakev s ostatky naložena na palubu lodi INS Kedma izraelského námořnictva, která po čtyřech dnech plavby dorazila 27. března do přístavu v Haifě.
V Izraeli již pohřeb a s ním spojené ceremonie proběhly bez problémů podle předem stanoveného plánu. Navzdory přání vedení kibucu Sdot Jam, aby byly její ostatky pohřbeny v tomto kibucu, bylo rozhodnuto, že budou pohřbeny na vojenském hřbitově na Herzlově hoře v Jeruzalémě. Dvoudenní státní pohřeb, naplánovaný podle vzoru státního pohřbu Theodora Herzla, započal 27. března v ranních hodinách v Haifě, kde byla rakev za vojenských poct umístěna na vojenské vozidlo. Rakvi s ostatky se zde přišli poklonit mimo jiné ministr školství Zalman Šazar, poslanec Aharon Cizling a její spolubojovníci z Palmachu. Vozidlo s rakví poté vyrazilo se smutečním průvodem před místní radnici, kde ji střežila čestná stráž složená z různých složek izraelské armády. Ve tři hodiny odpoledne byla rakev s ostatky převezena do kibucu Sdot Jam. Celé procesí tvořilo několik vozidel, se členy rodiny, vlády, Generálního štábu armády, ministerstva obrany, zahraničních hostů atd.

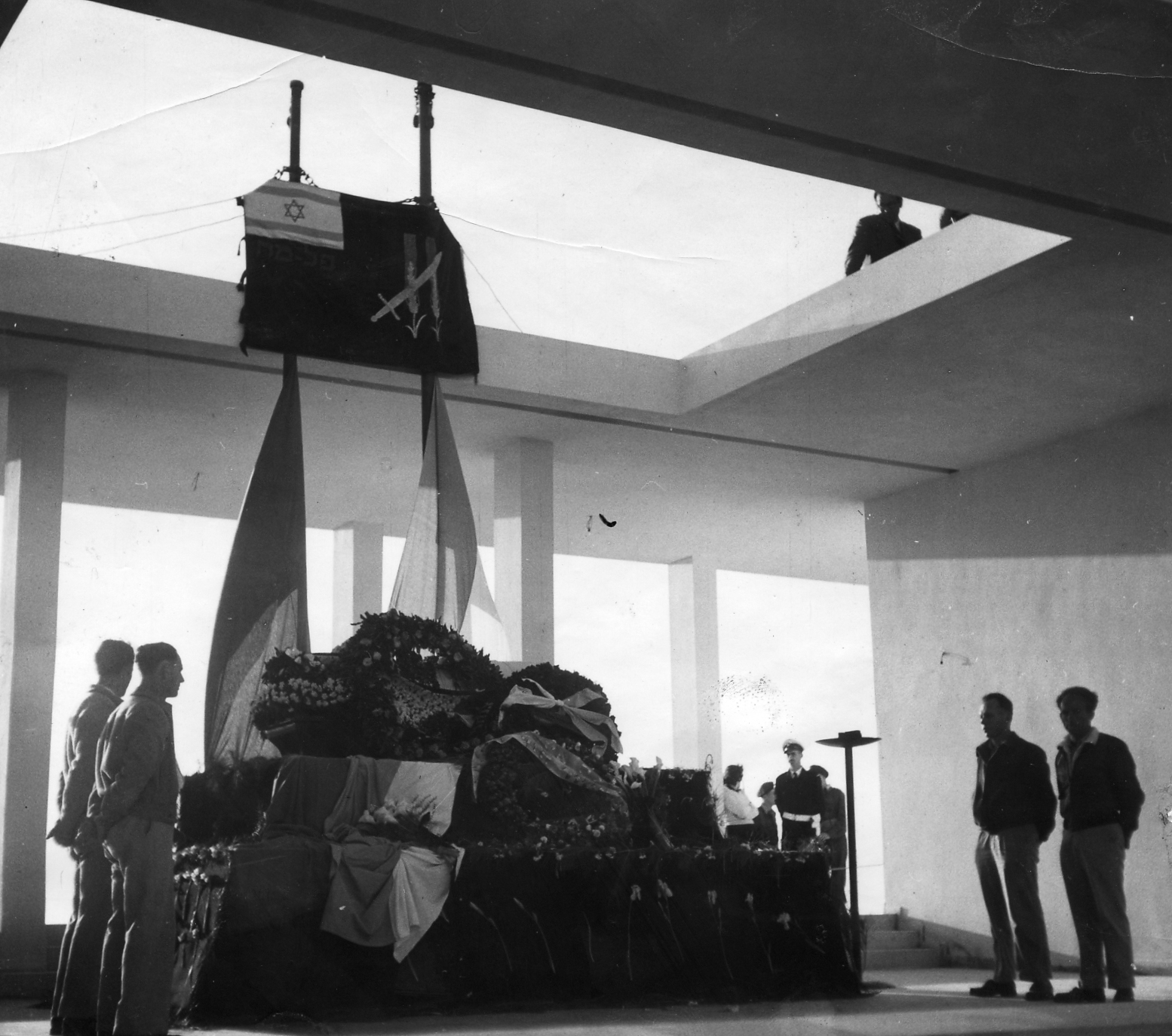
Čestná stráž u Chaniny rakve v kibucu Sdot Jam, 27. března 1950

Smuteční obřad ve Sdot Jam začal pozdě odpoledne a zúčastnily se jej stovky lidí. Zapojeno bylo i vojenské letectvo, jehož letouny nad kibucem několikrát zakroužily a shodily květiny. Poté seskočili tři výsadkáři, kteří přinesli k rakvi další květiny. Smuteční projevy přednesli poslanec Jisra'el Galili a zakladatel Palmachu Jicchak Sade. Druhý den ráno průvod pokračoval do Tel Avivu, kde se ceremonie konaly před městskou radnicí a před budovou výkonné rady odborového svazu Histadrut. Zde měla projev mimo jiné poslankyně Beba Idelsonová. Následně se již smuteční kolona vydala do Jeruzaléma, kam dorazila ve dvě hodiny odpoledne. V hlavním městě byla rakev vystavena na nádvoří domu národních institucí v ulici Krále Jiřího, kam se jí přišly poklonit tisíce lidí. Z balkónu nad nádvořím pronesli smuteční projev ministr zahraničních věcí Moše Šaret, jeruzalémský starosta Dani'el Auster a Jo'el Palgi. Ve čtyři hodiny byla rakev položena na vojenský vůz a smuteční průvod vyrazil za účasti premiéra Davida Ben Guriona, vládních ministrů, poslanců a význačných osobností na Herzlovu horu. Tam byla rakev s ostatky pochována a vrchní vojenský rabín Šlomo Goren pronesl modlitby kadiš a el male rachamim. Poté, co výsadkářská jednotka vypálila tři salvy, byl pohřeb ukončen. Šlo o vůbec první státní ceremonii připomínající osud židovských výsadkářů.
Celý pohřeb měl v Izraeli velké mediální pokrytí. Herzlova hora, která se stala místem jejího posledního odpočinku, byla vybrána jako lokalita odpovídající jejímu národnímu významu. Vzhledem k tomu, že však zemřela jako voják jišuvu (židovské komunity v mandátní Palestině), nebyla ani nadnesena možnost pohřbít ji v části věnované národním vůdcům. Její hrob se nachází ve zvláštní sekci hřbitova věnované sedmi židovským výsadkářům, kteří padli během druhé světové války za nepřátelskými liniemi.
Z počátku byl její hrob osamocen. Nakonec se však 8. září 1952, po zdlouhavém a komplikovaném jednání s československou vládou, podařilo do Izraele převézt ostatky Chavivy Reikové a Rafa'ela Reisze, kteří byli pohřbeni na Olšanských hřbitovech v Praze. Oběma se pak dostalo státního pohřbu a byli pohřbeni po boku Chany Senešové na Herzlově hoře. Svým rozsahem však byly státní pohřby méně okázalé. Celý proces repatriace padlých výsadkářů byl symbolicky zakončen 28. listopadu 1954, kdy byly v části hřbitova věnované výsadkářům odhaleny symbolické náhrobní kameny Perece Goldsteina, Cvi Ben Ja'akova, Aby Berdičeva a Enzy Sereniho. Tito čtyři výsadkáři zahynuli v koncentračních táborech Oranienburg, Mauthausen a Dachau, jejich ostatky nebyly nikdy nalezeny, a předpokládá se, že zmizely v tamních krematoriích. Tři z výsadkářů, jejichž ostatky byly repatriovány, se stali jedinými z tisíců židovských vojáků a dobrovolníků, kteří za druhé světové války padli ve službách Spojencům, kterým se pocty pohřbení v Izraeli dostalo. Kromě kvantitativních faktorů, které za tímto rozhodnutím stály, byla hlavním důvodem jedinečnost celé operace a jejich tragická smrt, která ze skupiny sedmi výsadkářů učinila kolektivní národní symbol.

## Poválečné období

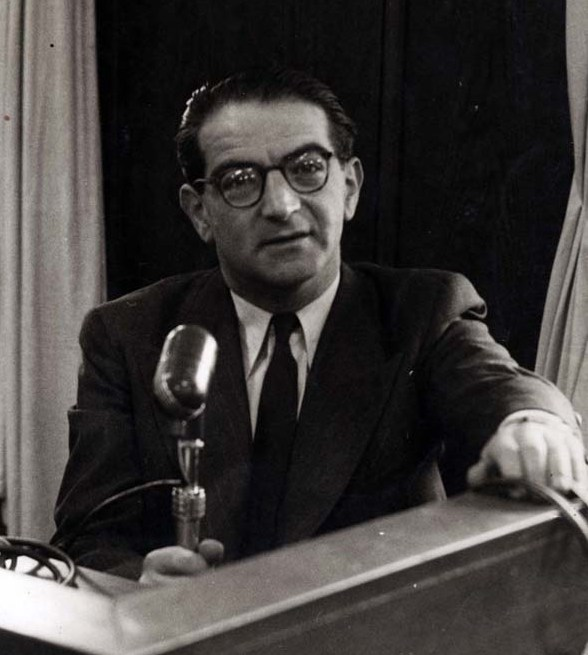
Rudolf Kastner počátkem 50. let v Izraeli

Kromě repatriace ostatků Chany Senešové se po druhé světové válce odehrálo několik důležitých okamžiků. Bezprostředně po válce byl dopaden prokurátor Simon, který stanul před lidovým soudem v Budapešti a jedním z jeho obvinění byla i poprava Chany Senešové. Nakonec byl soudem odsouzen k ročnímu odnětí svobody. Koncem roku 1946 se mu však z Maďarska podařilo uprchnout a následně dožít v cizině, kde se vyhnul výkonu trestu.
V polovině 50. let se v Izraeli konal tzv. Kastnerův proces. Již zmíněný dr. Kastner se po válce přestěhoval do mandátní Palestiny, kde po vzniku Izraele pracoval jako státní úředník. V roce 1952 jej novinář Malki'el Gruenwald ve svém článku obvinil mimo jiné z kolaborace s nacisty. V následném soudním sporu s Gruenwaldem, který byl počátkem roku 1954 Kastnerem obviněn z urážky na cti, se však Gruenwaldovu právnímu zástupci Šmu'elu Tamirovi podařilo proces obrátit proti Kastnerovi (proto Kastnerův proces) a vládnoucí straně Mapaj. Během soudního přelíčení kromě dalších svědků vypovídala i Katarina Senešová, která popsala své zoufalé pokusy o schůzku s Kastnerem. Ten vypověděl, že neměl tušení, že se s ním chtěla sejít, a že byl v té době pohlcen jednáním o propuštění stovek tisíc maďarských Židů. Rovněž řekl, že v té době neměl žádné informace o věznění její dcery, o němž se dozvěděl až v říjnu 1944, načež se měl snažit o její propuštění. Rozsudek nakonec padl v červnu 1955. Gruenwald byl zproštěn většiny obvinění a byl odsouzen k symbolické pokutě jedné palestinské libry. Kastnera předsedající soudce Binjamin Halevy naproti tomu obvinil ze „zaprodání duše ďáblu“ a prohlásil, že celá událost „nebyla nešťastnou shodou okolností, nýbrž Kastnerovým vědomým rozhodnutím nepodnikat v Chanině případu žádné kroky, neboť by se takovým jednáním mohl zaplést s úřady“. Generální prokurátor Chajim Kohen se proti rozsudku odvolal a v lednu 1957 se případem začal zabývat Nejvyšší soud. Počátkem března však byl na Kastnera spáchán atentát a ten dva týdny na to zemřel. V lednu 1958 Nejvyšší soud zrušil rozhodnutí soudu nižší instance a Kastnera očistil.
Po skončení studené války požádala izraelská vláda Maďarsko o přezkoumání případu Chany Senešové a v červenci 1993 maďarský vojenský soud rozhodl o plném zproštění obvinění z vlastizrady. Dne 5. listopadu téhož roku pak během zvláštní ceremonie v Tel Avivu předal maďarský velvyslanec kopii rozhodnutí soudu členům její rodiny. Události se zúčastnil i tehdejší izraelský premiér Jicchak Rabin.
V roce 1994 mělo v izraelské televizní stanici Kanál 1 premiéru několikadílné dokumentární drama Kastnerův proces od Motiho Lernera, v němž postava Kastnera tvrdila, že za uvěznění Jo'ela Palgiho a Perece Goldsteina mohla ve skutečnosti Chana Senešová, která se při výslechu zhroutila. Inkriminovaná scéna byla navíc použita v upoutávkách na seriál, což popudilo Gioru Seneše, který se u izraelského Nejvyššího soudu pokusil domoci jejího vystřižení s tím, že jde o pomluvu a urážku na cti. Lerner se hájil poukazem na uměleckou svobodu vyjadřování. Přestože se nakonec soud přiklonil na stranu Lernera s odůvodněním, že „dramatická fikce založená na historických událostech nemusí korespondovat s historickou pravdou“, televize se rozhodla scénu z dokumentu vystřihnout.

## Literární odkaz
Literární tvorba Chany Senešové začala již v raném věku a její básně si získaly v Izraeli značnou popularitu a staly se součástí národního folklóru. Mezi nejznámější z nich patří báseň Procházka do Caesareje (הליכה לקיסריה‎, Halicha le-Kesarja‎) z 14. listopadu 1942. V roce 1945 tyto verše zhudebnil David Zehavi v píseň Eli, Eli (אלי, אלי‎). Od té doby píseň zařadila do svého repertoáru řada zpěváků, mimo jiné Ofra Haza, Regina Spektor či Sophie Milman. Byla použita i jako alternativní hudební podklad izraelské verze filmu Schindlerův seznam. Podle studie z roku 2009 provedenou výzkumníky z Haifské univerzity jde v Izraeli o nejhranější píseň v souvislosti s holocaustem.
| hebrejsky                                                                | česky                                                                                             |
| ------------------------------------------------------------------------ | ------------------------------------------------------------------------------------------------- |
| אלי אלי שלא יגמר לעולם החול והים, רשרוש של המים, ברק השמיים, תפילת האדם.‎ | Můj bože, můj bože ať navěky neskončí písek a moře, šelest vody, blesk na nebi, modlitba člověka. |

Dalším slavným dílem je báseň Šťastná zápalka (אשרי הגפרור‎, Ašrej ha-gafrur‎), kterou sepsala 2. května 1944 v chorvatské Sredici po setkání s židovskou partyzánkou. Než překročila maďarské hranice, předala ji Re'uvenovi Dafnimu s prosbou, aby báseň předal přátelům v kibucu Sdot Jam v případě, že by se z mise nevrátila. Ten ji nejprve v rozčílení zahodil, ale posléze se pro ni vrátil. Později ji předal výsadkáři Arje Aranimu, který báseň v září 1944 přivezl do mandátní Palestiny. O několik týdnů později se objevila na titulní straně labouristického deníku Dvar ha-po'elet. V srpnu 1945 ji do svého projevu o významu celé operace, předneseného výkonné radě Světové sionistické organizace, zahrnul vedoucí politické sekce Židovské agentury Moše Šertok (později znám jako Moše Šaret). Později se báseň dokonce stala součástí některých moderních pesachových hagad. I tato báseň se dočkala zhudebnění, kterého se v tomto případě ujal Avraham Daus. Obě zhudebněné básně se po válce staly poměrně rychle součástí repertoáru mládežnických sionistických hnutí.
| hebrejsky | česky |
| --- | --- |
| אַשְׁרֵי הַגַּפְרוּר שֶׁנִּשְׂרַף וְהִצִּית לֶהָבוֹת, אַשְׁרֵי הַלֶּהָבָה שֶׁבָּעֲרָה בְּסִתְרֵי לְבָבוֹת. אַשְׁרֵי הַלְּבָבוֹת שֶׁיָדְעוּ לַחְדֹל בְּכָבוֹד… אַשְׁרֵי הַגַּפְרוּר שֶׁנִּשְׂרַף וְהִצִּית לֶהָבוֹת.‎ | Šťastná zápalka, která shořela, ale zapálila plameny. Šťastný plamen, který hořel ukrytý v srdcích. Šťastná srdce, která uměla ztichnout se ctí… Šťastná zápalka, která shořela, ale zapálila plameny. |

V roce 1946 byl v hebrejštině poprvé vydán její deník, který si vedla téměř deset let, společně s dopisy a vybranými básněmi. Od té doby se dočkal více než deseti reedicí a byl přeložen do řady světových jazyků. Kromě spisovatelů a rodinných příslušníků se sepsání úvodního slova knihy ujal i někdejší izraelský ministr zahraničních věcí Abba Eban.
Mezi její dílo se řadí též divadelní hry. Jedná se hlavně o již vzpomenutou hru Bella gerunt alii, tu felix Austria nube z roku 1936, kterou napsala v patnácti letech během studií v Budapešti, a hru Housle (הכינור‎, ha-Kinor), sepsanou v kibucu Sdot Jam. Děj druhé zmíněné hry reflektuje její vnitřní dilema mezi uměleckými aspiracemi a závazkem ke kibucu.

## Památka

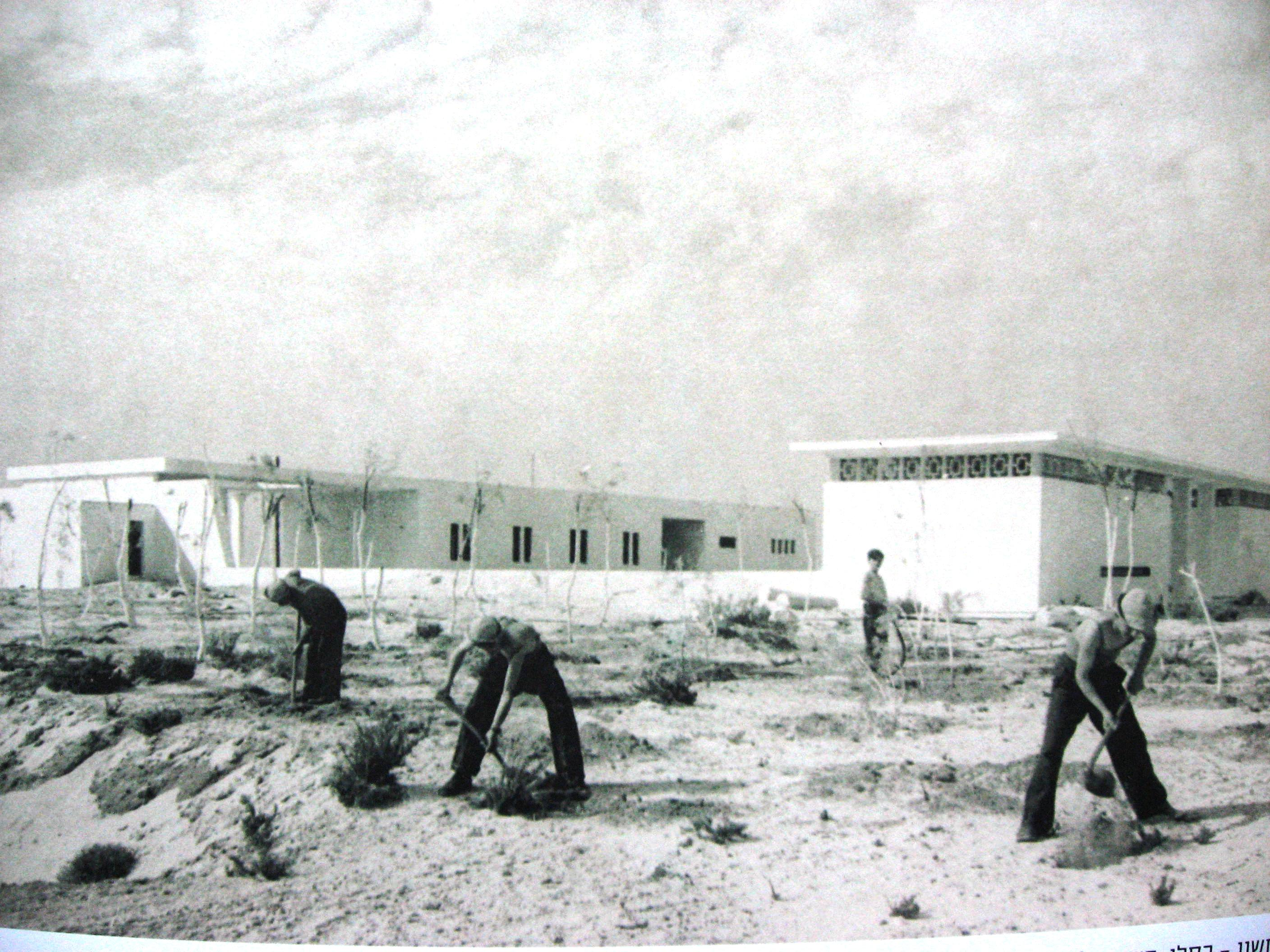
Budování kulturně-vzdělávacího centra Bejt Chana Seneš v roce 1950

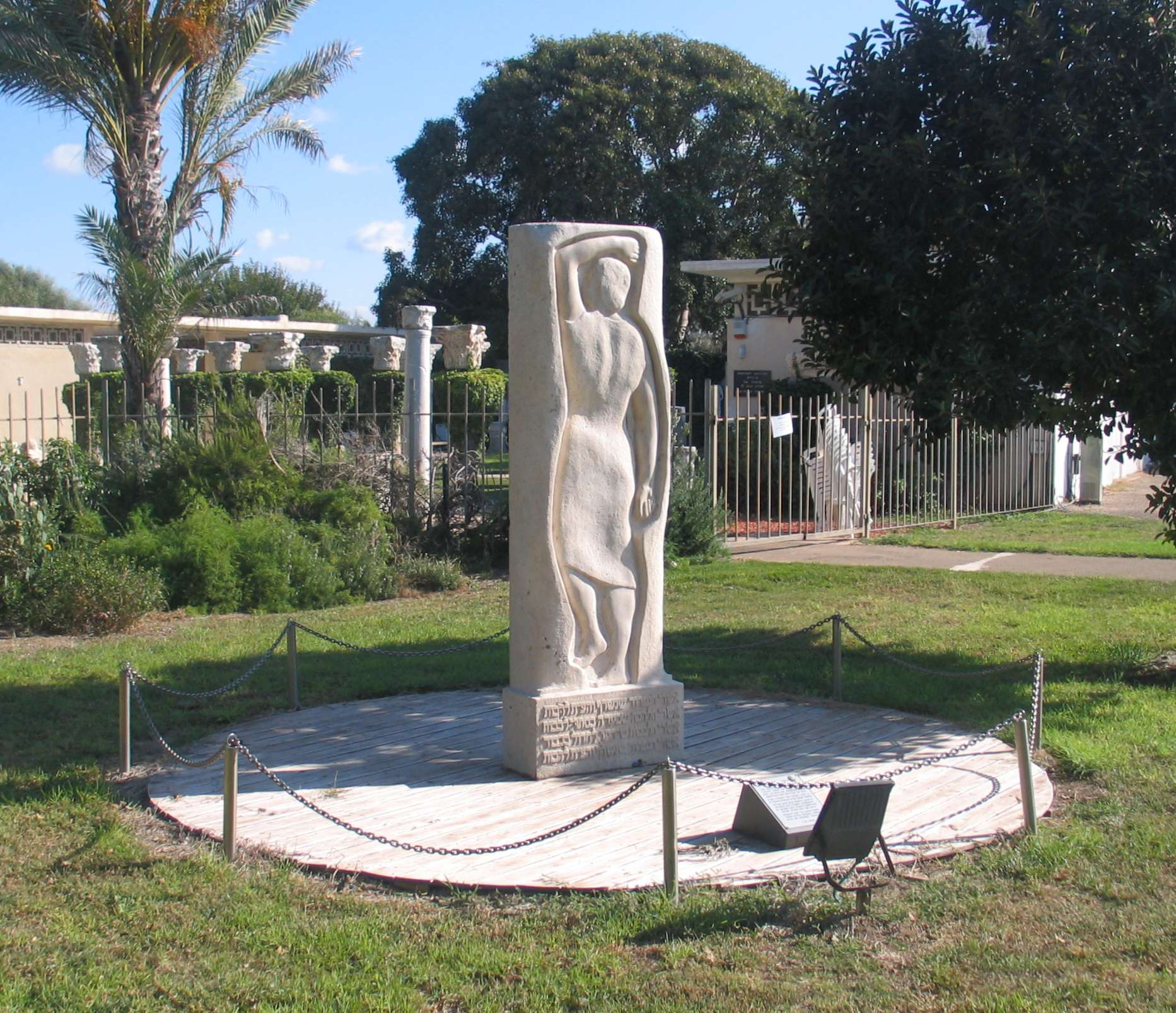
Náhrobní kámen, převezený v roce 2007 z budapešťského hřbitova do kibucu Sdot Jam

Chana Senešová se v Izraeli stala národní hrdinkou a vysloužila si dokonce označení izraelská Johanka z Arku. Její jméno nese na její počest řada míst po celé zemi. Je připomínáno při vzpomínkových shromážděních a ceremoniích, v literatuře, divadelních hrách, tisku, médiích a ve školních učebnicích. Vznikl kolem ní až určitý mýtus a kult, za jehož formováním a kultivací stál izraelský dramatik a spisovatel Aharon Meged, který žil v kibucu Sdot Jam a osobně ji znal. Významnou roli ale sehrálo i její hnutí ha-Kibuc ha-me'uchad. V roce 1945 o ní Meged napsal:
V každé generaci se židovské hrdinství dere svou vlastní cestou, volí své hrdiny, lidské to ztělesnění hlavních tužeb oné generace, ztělesnění jejího ducha. Chanina generace, generace „nelegálních“ přistěhovalců a dobyvatelů; generace průkopníků, osadníků a obránců svých počinů; generace katastrofy a destrukce; generace, která ztratila milióny našich lidí – tato generace si za svého hrdinu zvolila vyslankyni a průkopnici, která obětovala svůj život opuštěním své země a odchodem do diaspory, aby vyrvala své bratry ze spárů smrti.

V roce 1945 se poprvé objevila myšlenka zřídit kulturní a vzdělávací centrum, které by neslo její odkaz. To se podařilo o pět let později, když byl v roce 1950 v kibucu Sdot Jam zřízen památník Bejt Chana Seneš‎ (בית חנה סנש‎, doslova „Dům Chany Seneš“). Jeho součástí je vzpomínková hala, studijní centrum pro školáky, archiv, ukázka jejího díla a knihovna kibucu. Každoročně jej navštíví patnáct tisíc návštěvníků.

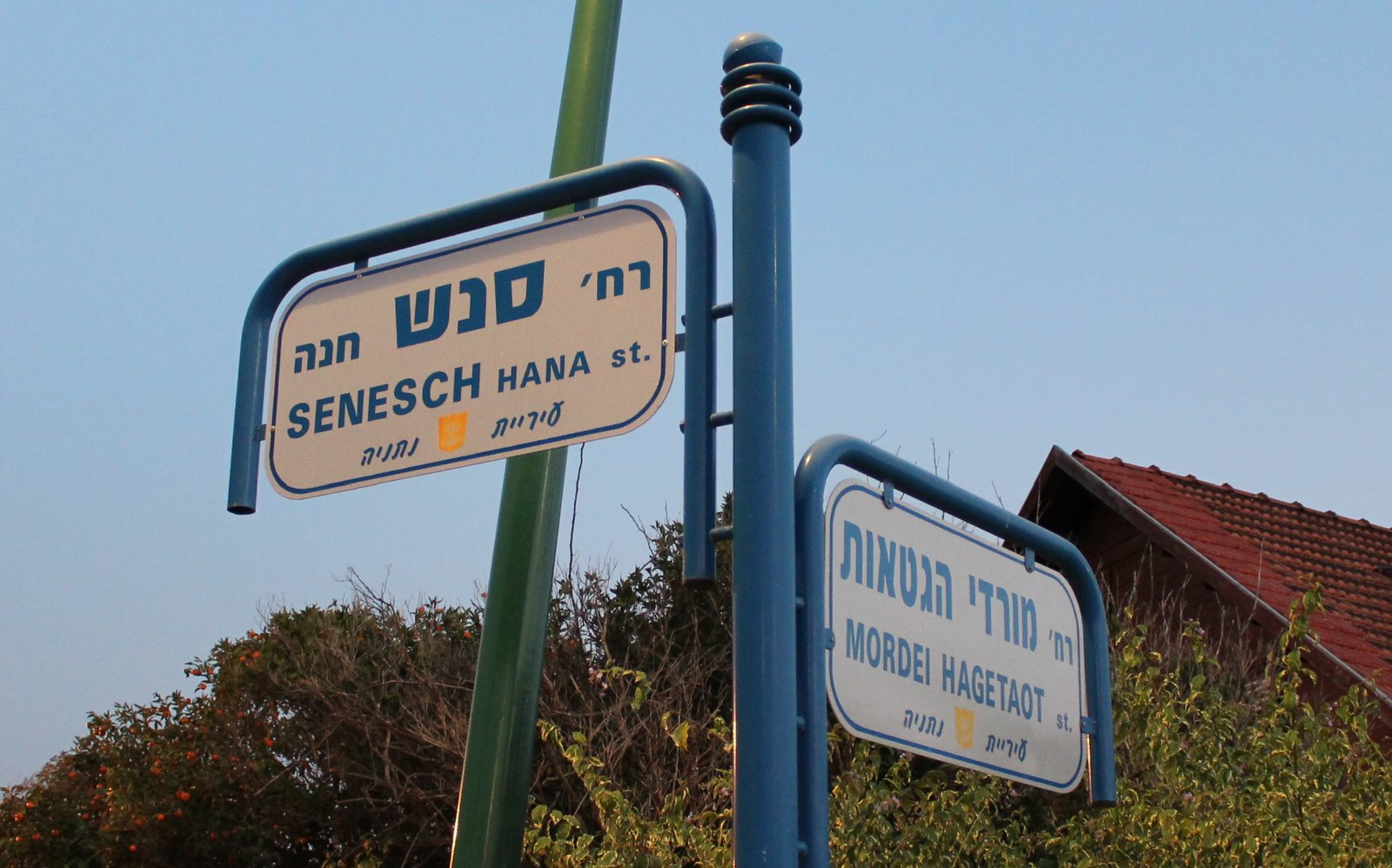
Ulice Chany Senešové v Nahariji

Dále byly na její počest pojmenovány více než dvě desítky ulic v různých městech po celém Izraeli (v Jeruzalémě, Tel Avivu, Haifě atd.). Ještě před založením státu šlo též o uprchlickou nákladní loď Chana Seneš, která v prosinci 1945 převezla z Itálie do mandátní Palestiny 252 nelegálních židovských imigrantů, převážně přeživších holocaust. Pojmenovávání různých lokalit v Izraeli zintenzivnělo po repatriaci jejích ostatků a po uvedení divadelní hry Chana Seneš v inscenaci národního divadla v roce 1958. V zahraničí nese její jméno ve Spojených státech třeba komunitní škola v newyorském Brooklynu, a v Maďarsku například park nebo židovská střední škola v Budapešti.
V dubnu 1950 byl v Izraeli na její počest založen kibuc Jad Chana. Jeho zakladateli byli maďarští Židé přeživší holocaust, z hnutí ha-Kibuc ha-me'uchad a Dror. Více než dva roky po jeho založení však byla její památka zpolitizovaná v aféře, ve které se z této osady stal vůbec první komunistický kibuc v Izraeli.
Její památka byla uctěna též vydáním pamětních poštovních známek. Stalo se tak mimo jiné v roce 1958 při příležitosti desátého výroční vzniku Izraele, kdy Židovský národní fond vydal sérii pamětních známek připomínající sedm padlých parašutistů. Další známka o nominální hodnotě 3 šekelů byla vydána v prosinci 1982 v rámci série známek věnovaných dvaceti mučedníkům boje za izraelskou nezávislost.
V den 63. výročí její popravy, 7. listopadu 2007, byl v kibucu Sdot Jam slavnostně odhalen náhrobní kámen z budapešťského židovského hřbitova, který nechala vyrobit Katarina Senešová. Byl převezen z Maďarska a umístěn hned vedle domu, kde její dcera žila. Ceremonie se zúčastnili její synovci David a Ejtan Senešovi a izraelský ministr Ami Ajalon.

### V umění

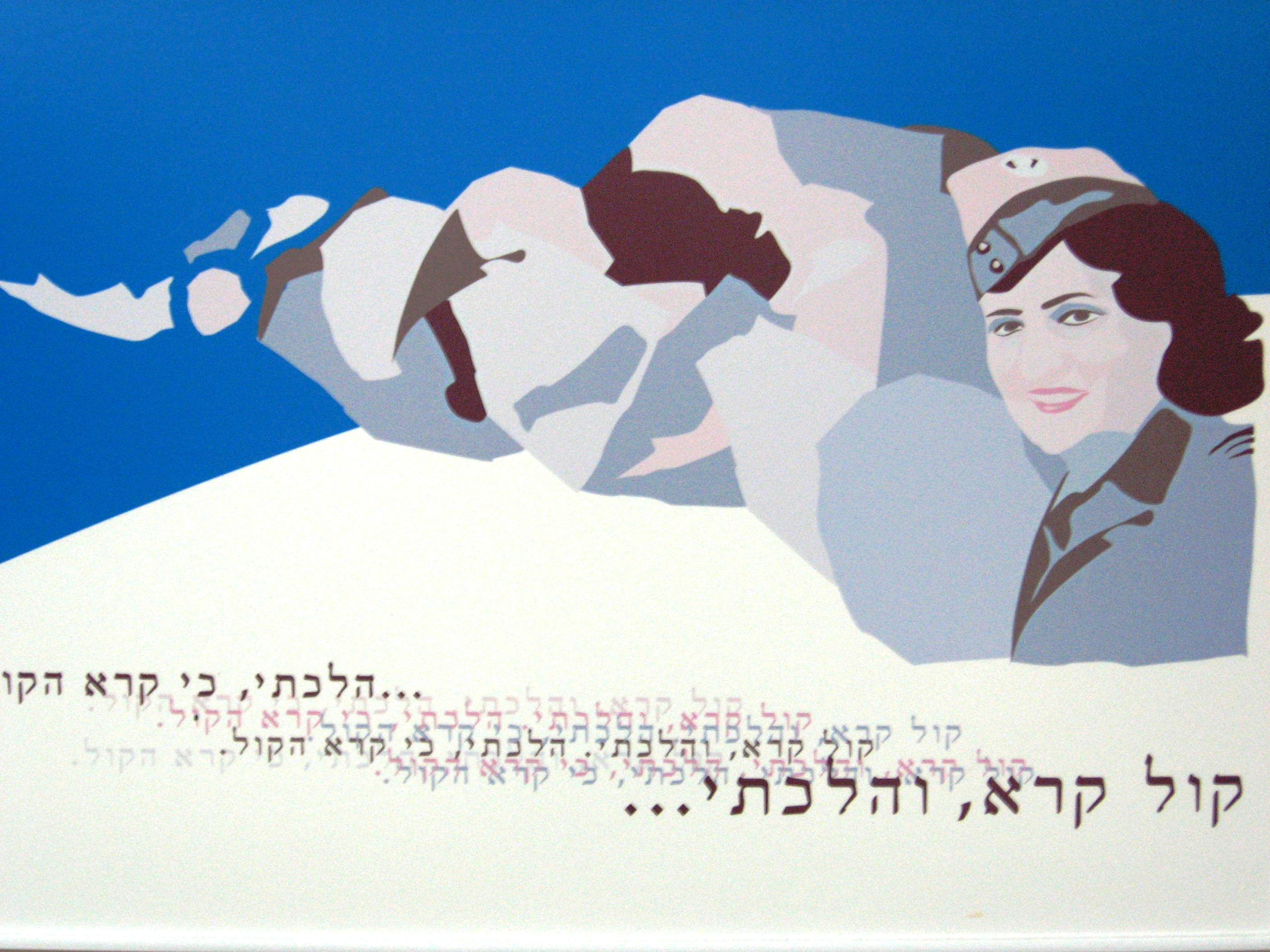
Plakát připomínající Chanu Senešovou

Výsadkářské operaci a jednotlivým parašutistům se věnuje celá řada knih. Chana Senešová je však jedinou z výsadkářů, jejíž osud byl převyprávěn do posledního detailu. Od konce války jí bylo věnováno hned několik biografických knih. Ostatní knihy lze rozdělit do tří hlavních kategorií, a to na literaturu hrdinskou, pamětní a na beletrii. Zatímco hrdinská literatura klade větší důraz na vlastní operaci (případně poskytuje operaci a jejím účastníkům rovnocenný prostor), literatura pamětní se takřka výhradně věnuje účastníkům mise. Příkladem hrdinské literatury jsou například knihy z 50. let Magen ba-seter („Tajný štít“) a Sefer ha-Palmach („Kniha Palmachu“), jejichž editorem byl Zerubavel Gil'ad. Beletristické knihy byly cíleny na veřejnost, zejména na mládež. O Chaně Senešové vyšla v roce 1968 kniha ha-Canchanit še-lo šava („Parašutistka, která se nevrátila“), jejímž autorem byl Oded Becer. Z tzv. generace nových historiků se operaci, jejím cílům a hodnocení, mimo jiné i z hlediska samotných výsadkářů, věnuje ve své knize The Blue and the Yellow Stars of David (doslova „Modrá a žlutá Davidova hvězda“) z roku 1990 historička Dina Poratová.
V roce 1996 bylo v knize Maflig chalom: michtevej ahava le-Chana Seneš od Muki Cura publikováno deset milostných dopisů, které Chaně Senešové poslal její kamarád z dětství Josef Weiss v letech 1939 až 1941. Weiss v roce 1939 rovněž opustil Maďarsko a v mandátní Palestině byl jejím blízkým přítelem a nápadníkem. Ta však jeho návrhy odmítala. Dopisy ve vlastnictví Chaniny rodiny byly po smrti její matky předány institutu Bejt Chana Seneš.
Její osoba a život se staly námětem celé řady divadelních her. Jako vůbec první se tohoto tématu v roce 1947 zhostil Jicchak Sade, první velitel Palmachu, který se s ní setkal před jejím odletem do Jugoslávie. Ve své hře Darkah šel Chana („Chanina cesta“) představuje Židy coby hrdinné bojovníky, kteří se vzepřeli nacistům, spíše než jako „ovce, které šly na porážku“. Jako další sepsal divadelní hru zkušený izraelský dramatik Aharon Meged, který ve svém díle ha-Sene ha-bo'er („Hořící keř“) z jara 1955 popisuje poslední dny jejího života.
V roce 1957 bylo navrženo, aby izraelské národní divadlo ha-Bima zinscenovalo divadelní hru u příležitosti nadcházejícího desátého výročí vzniku Izraele, která by pojednávala o „národním symbolu, ztělesňujícím hlavní étos sionismu“. Divadlo o několik měsíců později vyhlásilo soutěž o nejlepší hru o Chaně Senešové, přičemž její vítěz měl obdržet finanční odměnu ve výši 1000 izraelských lir. Do soutěže bylo přihlášeno celkem sedm her, mezi jejichž autory patřili například Aharon Meged, Avigdor Hame'iri či Jehudit Hendelová. Uspěla nakonec Megedova dvouaktová hra, jež byla rozšířenou verzí jeho původní hry. Její děj je situován do budapešťské věznice léta 1944 a jednotlivé epizody Chanina života se prostřednictvím retrospektiv odehrávaly v Maďarsku a mandátní Palestině. Meged ve hře Chanu Senešovou explicitně srovnával s křesťanskými mučedníky, jako byli Jan Hus, John Wycliffe a Galileo Galilei, či židovskými mučedníky, v podobě matky a jejích sedmi synů zmíněných ve 2. knize Makabejské. Hra byla významnou divadelní událostí. Podíleli se na ní přední židovští herci (Mirjam Zoharová se ujala role mladé Chany, kdežto národní umělkyně Chana Rovina ztvárnila její matku) a zařadila se mezi nejúspěšnější produkce národního divadla.
Její životní příběh byl rovněž několikrát zfilmován. Pojednává o něm například celovečerní částečně fiktivní americký film Hanna's War izraelského režiséra Menachema Golana z roku 1988, natočený podle románové předlohy Jo'ela Palgiho. Chanu Senešovou ve filmu ztvárnila nizozemská herečka Maruschka Detmers. O deset let později, v roce 1998, jí byla věnována epizoda v izraelském dokumentárním televizním seriálu ha-Kol anašim, jehož autorem byl Modi Bar-On. V roce 2008 vznikl dokument Blessed Is the Match: The Life and Death of Hannah Senesh americké režisérky Roberty Grossman, založený na Chanině osobní korespondenci, deníku a vyprávění pamětníků.

### V izraelské kolektivní paměti

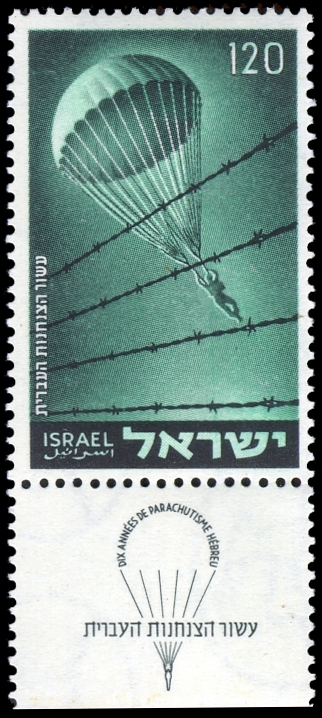
Poštovní známka připomínající výsadkáře, vydaná 31. března 1955

Chana Senešová se krátce po své smrti stala nejprve symbolem na úrovni svého kibucnického hnutí (ha-Kibuc ha-me'uchad), avšak záhy se z ní stala hrdinka na národní úrovni. Této pocty se jí dostalo jako jediné ze sedmi padlých výsadkářů. To do značné míry reflektuje hierarchii, která mezi nimi posmrtně vznikla, a v jejímž čele Chana Senešová stanula. Na dalším, o poznání nižším, stupni spočinula Chaviva Reiková a Enzo Sereni, a na posledním stupni se ocitli Cvi Ben Ja'akov, Aba Berdičev, Perec Goldstein a Rafa'el Reiss. Z těchto šesti jsou pouze Reiková a Sereni připomínáni na národní úrovni, kdežto ostatní jsou vzpomínáni pouze na úrovni svých hnutí. Podle historičky Judith Baumel-Schwartz z Bar-Ilanovy univerzity došlo k tomuto hierarchickému ustálení z několika důvodů. Jedním z nich byl již zmíněný literární odkaz, který byl spojnicí jišuvu s událostmi válečné Evropy. Dalšími byly okolnosti její smrti a romantická stránka jejího životního příběhu.
Skutečnost, že přijala sionismus, přestože vyrůstala v bohaté a zcela asimilované rodině, a že učinila velkou oběť, aby se mohla usadit v Palestině. Její mládí, temperamentní povaha a fakt, že nikdy neměla milostný vztah s mužem, evokovaly osobu jiné bojovnice jménem Johanka z Arku, která se, podobně jako Chana, pustila do hrdinského boje za záchranu svého lidu. Tak byl stvořen mýtus neposkvrněné panny, která obětovala život své misi a zvolila raději smrt, než aby způsobila potupu sobě a svému národu.
Judith Baumel-Schwartz, Perfect Heroes: The World War II Parachutists and the Making of Israeli Collective Memory
Dan Laor z Telavivské univerzity naproti tomu uvádí jiný faktor, totiž v té době převládající tendenci „identifikování se s hrdinskými činy a zároveň odmítnutí typicky pasivní reakce židovských mas a fungování židovského vedení“, jinými slovy negaci diaspory.

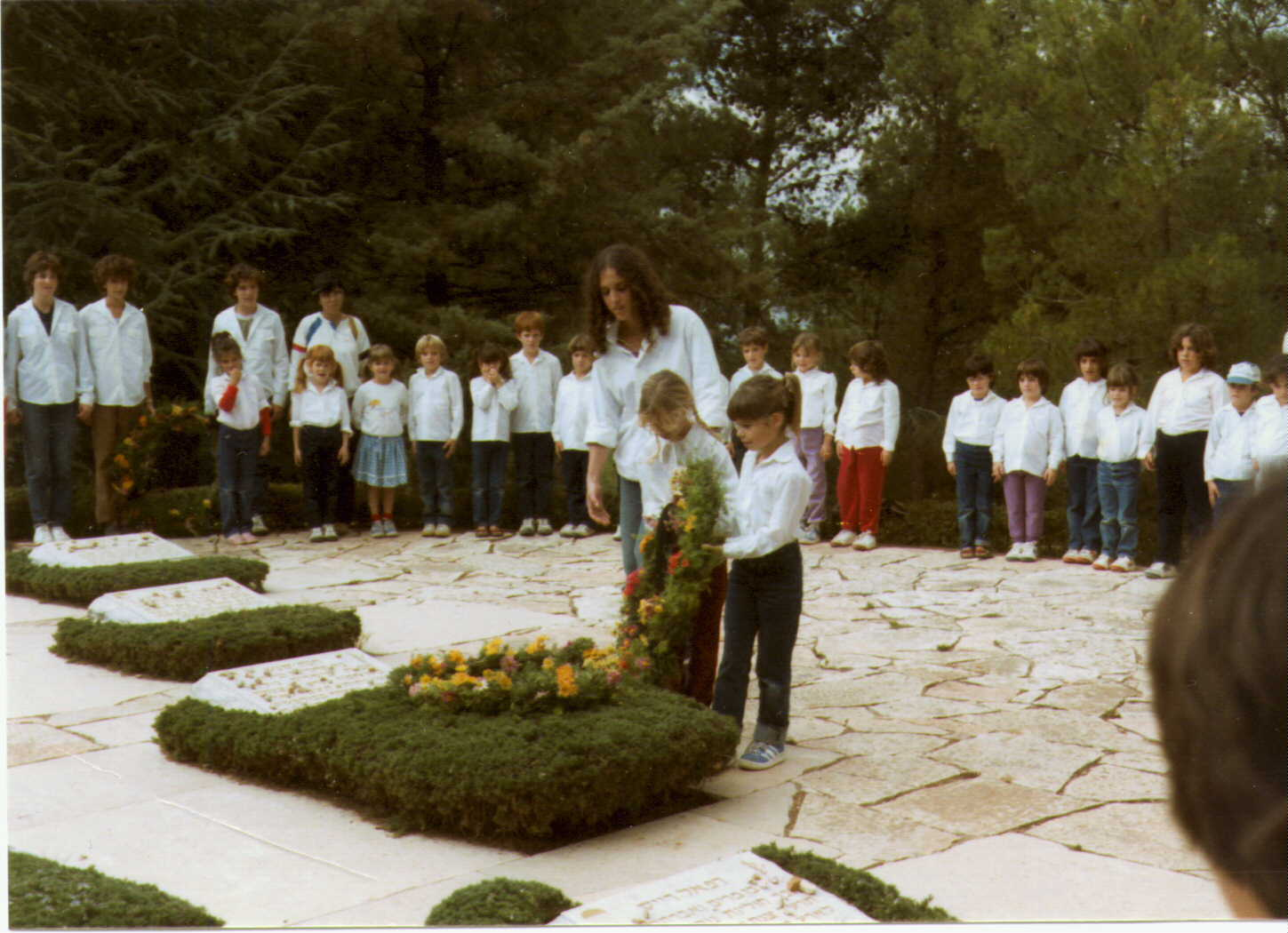
Každoroční vzpomínková akce u hrobu Chany Senešové v den výročí její smrti, 7. listopadu 1989

Parašutisté byli rovněž připomínáni na úrovni mládežnických hnutí, kde byli prezentováni jako životní vzory. Ve většině hnutí vznikl kolem některého z parašutistů kult osobnosti, přičemž dominantním se stal ten kolem Chany Senešové – vznikl v největším hnutí ha-No'ar ha-oved a dále v hnutí ha-Machanot ha-olim, Bnej Akiva a u izraelských skautů. Skupina výsadkářů byla rovněž zařazena do školních osnov a učebnic, díky čemuž se školáci s Chanou Senešovou, resp. jejími zhudebněnými básněmi, poprvé setkávali v nižších ročnících v hodinách hudební výchovy a následně v osmých třídách v hodinách dějepisu. Díky školskému systému byla jména Chany Senešové a Chavivy Reikové známější než jména bojovnic z ghetta, jako byly Cvija Lubetkinová, Chajka Grossmanová či Różka Korczaková.
Kulturní diskurs, který na téma výsadkářů a jejich mise v Izraeli proběhl v 80. a 90. letech, se na parašutisty zaměřil jako na jednotlivce, spíše než jako na skupinu, a na rozdíl od historické debaty se snažil symboly vzoru polidštit. Tyto symboly se své takřka neposkvrněné pověsti (snad s výjimkou Jo'ela Palgiho) těšily až do počátku 90. let. Následnou změnu v přístupu k nim symbolizoval výše zmíněný Lernerův seriál. V případě řady výsadkářů (mimo jiné Sereniho či Reikové) se začaly objevovat kritické otázky týkající se jejich charakteru či skutků během operace. V případě Senešové šlo o otázku, zdali měla či neměla mučednický komplex. V tomto ohledu se projevila dekolektivizace izraelské společnosti probíhající v tomto období. Díky ní již hrdinové (jak výsadkáři, tak hrdinové v obecné rovině) nebyli přijímáni automaticky. Dalším procesem, který ovlivnil vnímání mise i jejích hrdinů, se stala atomizace. Ta měla za následek chápání výsadkářů pouze jako jednotlivých osob. Navzdory tomuto procesu však i nadále zůstala v platnosti hierarchie výsadkářů, pocházející již ze 40. let.